# Sammellager Drancy
Das Sammel- und Durchgangslager Drancy war zur Zeit der deutschen Besetzung Frankreichs ein Gefangenenlager für Juden in der Stadt Drancy 20 Kilometer nordöstlich von Paris. Deutsche Stellen nannten es „Judenlager“, für die französische Polizei war es das „Camp de Juifs“. Das Lager war Hauptort der Shoah in Frankreich, von wo 58.868 französische Juden mit Zügen der französischen SNCF und der deutschen Reichsbahn in das KZ Auschwitz-Birkenau transportiert wurden; drei Deportationszüge hatten das Vernichtungslager Sobibor zum Ziel, einer das Konzentrations- und Vernichtungslager Lublin-Majdanek. Die meisten Menschen wurden dort ermordet oder starben an den katastrophalen Umständen des Transports, der Unterbringung und Zwangsarbeit. Unter ihnen befanden sich mehr als 6.000 Kinder. Im Lager Drancy konnten am 19. August 1944 nur noch 1.532 Gefangene befreit werden. Neun von zehn deportierten französischen Juden wurden über Drancy in den Osten verschleppt. Zunächst unter französischer Leitung, übernahm der SS-Hauptsturmführer Alois Brunner am 18. Juni 1943 das Kommando des Lagers. Die französische Polizei war weiterhin für die Bewachung zuständig. Weitere große französische Sammellager für Juden und politische Gefangene waren das KZ Royallieu in Compiègne (Département Oise), das Camp de transit de Pithiviers im Département Loiret und das Internierungslager Beaune-la-Rolande (Loiret).

## Gebäude

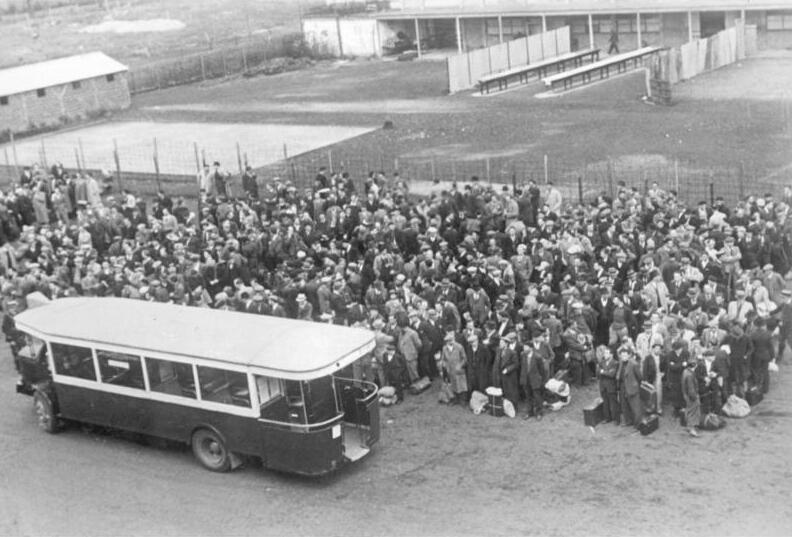
21. August 1941: Ankunft im Lager; im Hintergrund die untere Galerie des Baukomplexes, davor eine Doppelreihe von Waschtrögen mit Sichtschutz. Links der das U-förmige Gebäude abschließende Doppelzaun mit der Wachbaracke. Der Omnibus steht im Lagervorplatz, der zum eigentlichen Lagerhof nochmals abgeschlossen war. Aufnahme aus dem östlichen Längsflügel

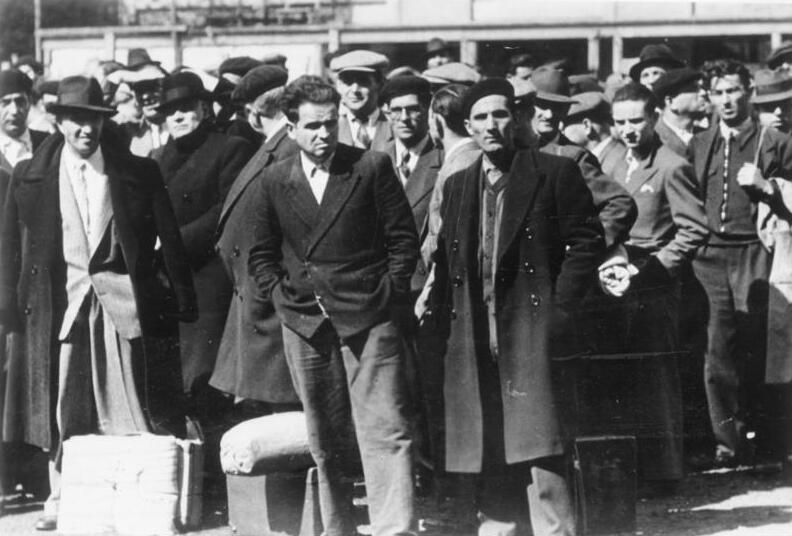
Während der Augustrazzien verhaftete jüdische Männer, dahinter die Galerien des Erdgeschosses

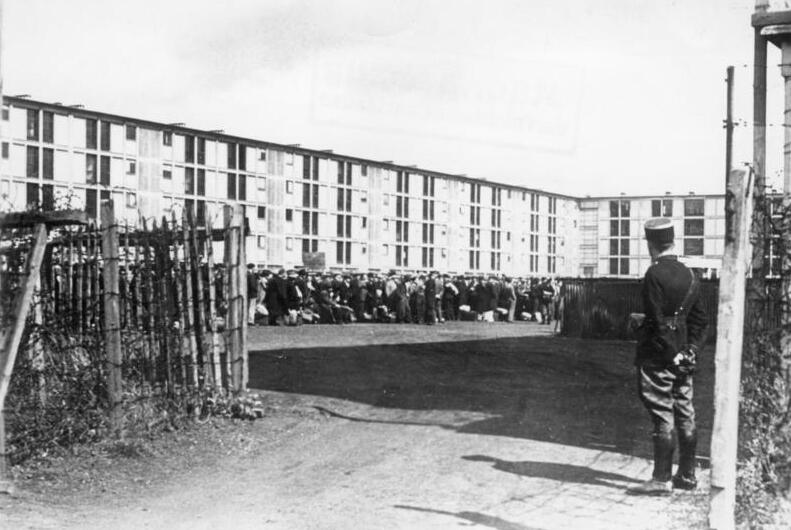
August 1941: Gefangene im Lagerhof. Links der westliche Längsflügel mit 6 der 21 Treppenhäuser. Der einbindende Querflügel hat 8 Treppenhäuser (Éscaliers)

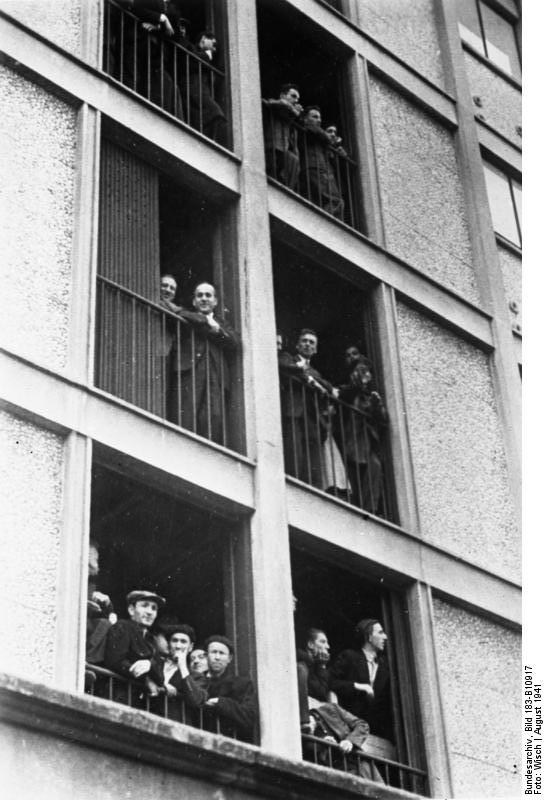
August 1941: Gefangene blicken aus den zum Hof hin noch offenen Wohnräumen

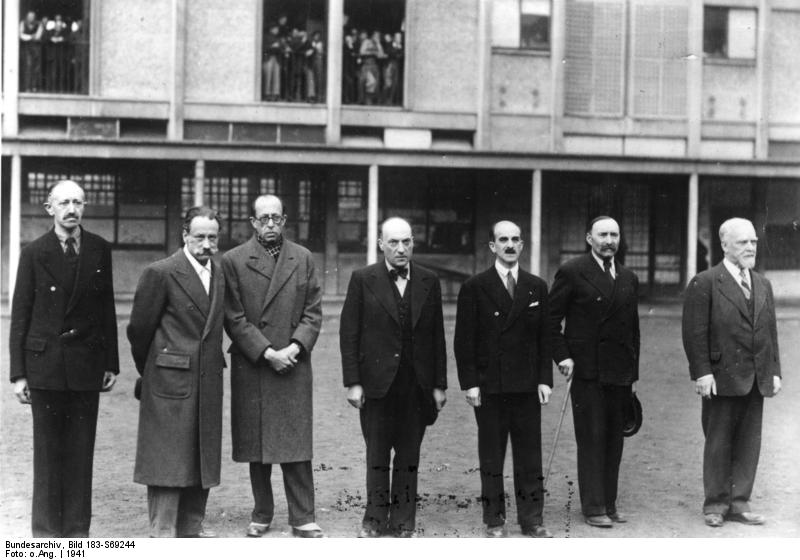
In Drancy internierte jüdisch-französische Anwälte. Von links nach rechts: Weill, Valensi, Azoulay, Ulmo, Crémieux, Eduard Bloch und Pierre Mas

Von 1931 bis 1935 entstanden nach Plänen der Architekten Eugène Beaudouin und Marcel Lods im Osten der Pariser Nachbarstadt Drancy fünf vierzehnstöckige Hochhäuser und ein U-förmiger Komplex von vier Wohnstockwerken über einem Erdgeschoss mit vorgesetzter Galerie in modern-avantgardistischem Baustil als Cité de la Muette. Die Hochhäuser wurden 1938 an das Ministère de la Guerre et de la Défense nationale vermietet; sie beherbergten in der Folge Familien von Gendarmerie und Gardes Républicains Mobile. Der U-förmige Komplex von 200 Meter Länge und 100 Meter Breite verblieb mit seinen 50 Treppenhäusern und 400 Wohnungen hingegen als Rohbau. In dieser Baulichkeit und deren leicht abzuschließendem Innenhof richteten die deutschen Besatzer im Juni 1940 das Kriegsgefangenenlager Frontstalag 111 ein. Ab dem 20. August 1941 wurde das Lager zu einem Lager für Juden. Die offene Front des Baukomplexes war mit einem doppelten Stacheldrahtzaun geschlossen. In der Front befand sich ein Barackenbau, vermutlich für die Wachmannschaften. Es folgte ein Vorplatz für die Ausladung der neu Festgesetzten, der wiederum durch einen Doppelzaun vom inneren Lagerhof getrennt war. Im Hof befanden sich in einer Baracke die Toiletten.

## Entrechtung und Verfolgung der Juden Frankreichs
Die Wirtschaftsabteilung (Leitung: Elmar Michel) des Militärbefehlshabers in Frankreich erhielt am 18. September 1940 ein Referat „Allgemeine Angelegenheiten und Entjudung“, geleitet von dem Kriegsverwaltungsrat Kurt Blanke. Man folgte damit einer Führerentscheidung vom September 1940, nach der Juden aus dem Geschäftsleben Frankreichs auszuschließen seien. Am 27. September 1940 ordnete der Militärbefehlshaber an, dass in das unbesetzte Gebiet geflohene Juden nicht zurückkehren dürften. Es folgten weitere Verordnungen, die jüdischen Besitz zunehmend enteigneten. Der Referatsleiter Blanke, 1964 bis 1973 Oberbürgermeister von Celle, war „verantwortlich für die Errichtung und Ausgestaltung der rechtlichen und institutionellen Rahmenbedingungen der Judenverfolgung in Frankreich, soweit sie den wirtschaftlichen Aspekt betraf, und für die Überwachung der Ausführung der gegen die Juden gerichteten Verordnungen und Einzelmaßnahmen der Besatzungsmacht“. Ab Juni 1941 führte er die Aufsicht über das Commissariat général aux Questions Juives, das diese Aufgabe auf der französischen Seite besaß.
Auch die Vichy-Regierung erließ in diesem Zeitraum antisemitische Maßnahmen und Rechtsetzungsakte: Nach dem Gesetz vom 22. Juli 1940 waren alle Einbürgerungen zu überprüfen, die seit dem 10. August 1927 vollzogen worden waren. Verordnungen vom 17. Juli sowie 14. und 15. August und vom 10. September 1940 schlossen Franzosen, deren Vater Nicht-Franzose war, aus dem öffentlichen Dienst und nachfolgend aus allen freien Berufen aus. Hiervon waren in großem Umfang jüdische Einwanderer oder deren Kinder betroffen, darunter insbesondere die 160.000 deutschen Juden, die in Frankreich nach der Machtergreifung der Nationalsozialisten Zuflucht gesucht hatten, soweit sie sich noch im Land befanden. Mit Gesetz vom 23. Juli 1940 verloren Franzosen, die sich außerhalb Frankreichs aufhielten, z. B. in Spanien oder Portugal, ihr Vermögen. Es folgten die Judenstatute der Vichy-Regierung vom 3. Oktober 1940 und 2. Juni 1941. Das Erstere definierte analog zu den Nürnberger Rassegesetzen von 1935 die Zugehörigkeit zum Judentum und schloss die Juden von öffentlichen Ämtern aus. Es wurde durch das Zweite Statut ersetzt, das den Juden weitere Berufsgruppen versperrte und den Präfekten die Möglichkeit zusprach, Internierungen auszusprechen. Damit war die Rechtsgrundlage für Internierungslager geschaffen.
Im Oktober 1940 bestimmte Heinrich Himmler in Abstimmung mit dem Chef des Oberkommandos des Heeres (zu dieser Zeit auch Militärbefehlshaber), General Walther von Brauchitsch, den Beauftragten des Chefs der Sicherheitspolizei und des SD für Frankreich und Belgien, Obersturmbannführer Helmut Knochen, als zuständig für Judenfragen. Damit entstand ein sogenanntes „Judenreferat“ in Paris mit dem SS-Obersturmführer Theodor Dannecker als Leiter, der institutionell mit dem Eichmannreferat IV B 4 des Reichssicherheitshauptamtes (RSHA) zusammenarbeitete. Dannecker traf am 5. September 1940 in Paris ein. Vom 5. bis 12. Mai 1942 befand sich SS-Obergruppenführer Reinhard Heydrich in Paris und führte Carl Oberg zum 1. Juni 1942 als Höheren SS- und Polizeiführer (HSSPF) Frankreichs ein.
Die deutsche Botschaft in Paris unter Otto Abetz beteiligte sich ebenfalls an der Verfolgung der Juden in Frankreich: „Die hier maßgeblichen Botschaftsmitarbeiter waren Botschaftsrat Dr. Ernst Achenbach als Leiter der Politischen Abteilung und Legationsrat Carl-Theodor (Carltheo) Zeitschel, Referent für Judenfragen und selbst ein aktiver Nazi“. Nach dem Krieg war Achenbach (FDP) von 1950 bis 1958 Mitglied des nordrhein-westfälischen Landtages, von 1957 bis 1976 Mitglied des Deutschen Bundestages sowie von 1964 bis 1977 Mitglied des Europäischen Parlaments. Es war Botschafter Abetz, der die deutsche Judenverfolgung in Frankreich in Gang gesetzt hatte. Am 17. August 1940 hatte er beim Verwaltungschef der deutschen Militärverwaltung, SS-Obergruppenführer Werner Best, eine Anordnung zur Entfernung aller Juden aus dem besetzten Gebiet und deren Enteignung angeregt. Adolf Hitler persönlich stimmte dem am 26. August 1940 zu.

## Anfänge des Lagers
Am 13. August 1941 kam es in Paris vor der Metrostation Strasbourg-St. Denis zu einer Demonstration von 40 jungen Mitgliedern des Bataillons de la Jeunesse, einer Jugendorganisation der Parti communiste français (PCF), bei der zwei Jugendliche, Samuel Tyszelman (1921–1941) und Henri Gautherot(1920–1941), festgesetzt wurden; vom deutschen Militärgericht von Groß-Paris verurteilt, wurden sie am 19. August erschossen. Zwei Tage später, am 21. August 1941, folgte als Rache das erste Attentat gegen einen Vertreter der deutschen Besatzungsmacht mit tödlichem Ausgang. Der Marineverwaltungsassistent Alfons Moser wurde in der Pariser Metrostation Barbès-Rochechouart durch das PCF-Mitglied Pierre Georges (Frédo, später Colonel Fabien) (1919–1944) erschossen. In der Folge verhafteten vom 20. bis zum 24. August 1941 in einer Großrazzia deutsche Feldgendarmerie und städtische Polizeikräfte in den östlichen Arrondissements von Paris 4.200 jüdische Männer französischer Staatsbürgerschaft und internierten sie im hufeisenförmigen Komplex der Cité de la Muette. Die Pariser Polizeipräfektur hatte zuvor am ersten Tag der Razzia das zwischenzeitlich geräumte Internierungslager als „Camp à Juifs“ bestimmt.
Die Gefangenen schliefen zu 50 bis 60 Personen je Raum auf Holzbrettern oder auf dem Zementboden. Es grassierte die Ruhr, Ödeme breiteten sich aus, und die Lebensmittelzuteilung war völlig unzureichend. Die anfängliche Improvisation wich bald geordneten Zuständen. Postdienst, Personenbestand und Verwaltung wurden von den Internierten übernommen. Am 20. September erhielt das französische Rote Kreuz das Recht, ein Büro im Lager zu unterhalten. Es wurden Hilfs- und Lebensmittel verteilt. Nun gab es auch Matratzen, Decken und Etagenbetten. Die Police judiciaire registrierte die Internierten, wonach Postempfang möglich war.
Noch im Jahre 1941 wurden 750 Juden nach medizinischer Untersuchung freigelassen.

## Geisellager
Als Reaktion auf das Attentat auf Alfons Moser hatte Generalleutnant Ernst Schaumburg, Kommandant von Groß-Paris am 23. August 1941 öffentlich bekanntmachen lassen, dass „sämtliche von deutschen Dienststellen oder für deutsche Dienststellen in Frankreich in Haft irgendeiner Art gehaltenen Franzosen […] vom 23. August an als Geisel“ galten und „von diesen Geiseln bei jedem weiteren Anlass eine der Schwere der Straftat entsprechende Anzahl werde erschossen werden.“ Ebenfalls am 23. August 1941 erließ Vichy-Innenminister Pierre Pucheu ein Gesetz, nach dem ein am 7. September eingerichtetes Sondergericht (Tribunal d’État) kommunistische und anarchistische Täter mit besonders drakonischen Strafen einschließlich der Todesstrafe belegen konnte.
Den Erschießungen von 48 Geiseln in Chateaubriant, Nantes und Paris sowie 50 in Bordeaux in der Folge der Attentate auf den Feldkommandanten von Nantes, Karl Hotz, und den Kriegsverwaltungsrat Hans Gottfried Reimers vom 22. und 23. Oktober 1941 sowie auf die Hinrichtungen gefasster Attentäter und Helfer folgte vom 26. November bis 7. Dezember 1941 eine Serie von Attentaten und Anschlägen. Daraufhin befahl der Militärbefehlshaber Otto von Stülpnagel am 14. Dezember 1941 die Exekution von 100 Juden, Kommunisten und Anarchisten, von denen die Wehrmacht 95 unmittelbar erschoss. Am selben Tag war unter der Führung des SS-Obersturmführers Theodor Dannecke eine SiPo-SD-Truppe ins Lager gekommen und hatte 58 Juden, „die zum Teil aus den östlichen Gebieten Europas stammten“, als Geiseln zur Erschießung mitgenommen, die das Schicksal der 37 anderen Opfer teilen mussten. Zum ersten Mal waren als Geiseln nicht politische Gefangene, sondern Juden ausgewählt worden. Unter den 58 Juden war der Bankangestellte Isaac Grinbaum (* 24. Oktober 1920), genannt Jacques, der am 27. März 1941 wegen Verstoßes gegen das Gesetz vom 26. September 1941 (Verbot der Parti communiste français) (PCF) festgenommen und in das Lager Drancy eingewiesen worden war. In das Cherche-Midi-Gefängnis verbracht, schrieb er einen erschütternden Abschiedsbrief an seine Eltern und Schwestern. Am 15. Dezember 1941 wurde er mit den anderen Geiseln in der Festung Mont Valérien erschossen. Seine Eltern wurden von Drancy aus am 31. Juli 1944 mit dem Convoi 77 deportiert, dem letzten, der Drancy nach Auschwitz verließ.
Ebenfalls am 12. Dezember wurden auf Anordnung des Militärbefehlshabers 743 beruflich herausgehobene Juden in Paris verhaftet und dem KZ Royallieu in Compiègne zugeführt. Sie wurden am 27. März 1942 mit dem ersten Transport (Convoi Nr. 1), der von Frankreich in die Konzentrations- und Vernichtungslager abging, nach Auschwitz deportiert. Zuvor hatte man vom Lager Drancy 300 Juden nach Compiégne transportiert, die dem Zug zur vollen Transportkapazität beigefügt wurden. Am 17. Februar 1942 wurden vier, am 2. März 1942 zwölf Juden aus dem Sammellager Geiselerschießungen zugeführt.
Der Physiologe Georges Wellers, französischer Staatsbürger seit 1938, war einer der 743 verhafteten und in das KZ Royallieu verschleppten Juden. Er entging Convoi Nr. 1 nach Auschwitz-Birkenau und wurde im Juni 1942 dem Sammellager Drancy überstellt. Mit Convoi 76 am 30. Juni 1944 (Ankunft 4. Juli) nach Auschwitz-Birkenau deportiert, überlebte er den Räumungsmarsch vom 18. Januar 1945 und wurde am 11. April 1945 im KZ Buchenwald befreit.

## Deportationen

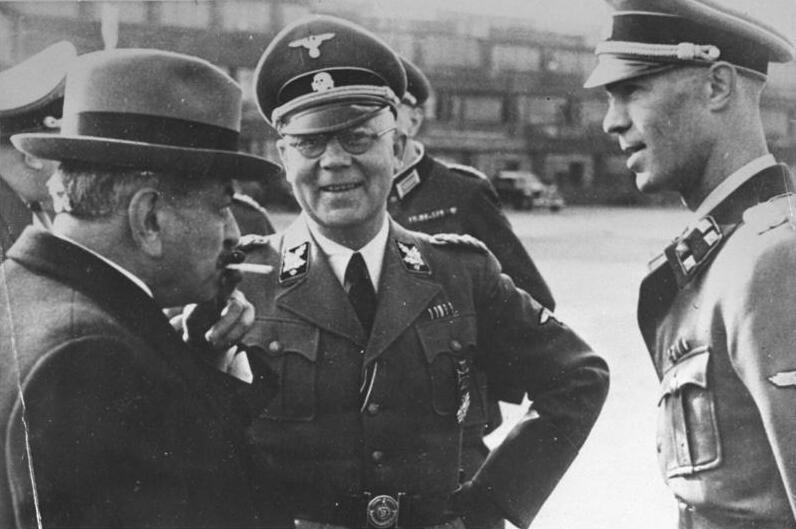
Carl Oberg (Mitte) und Herbert Hagen im Gespräch mit Ministerpräsident Pierre Laval

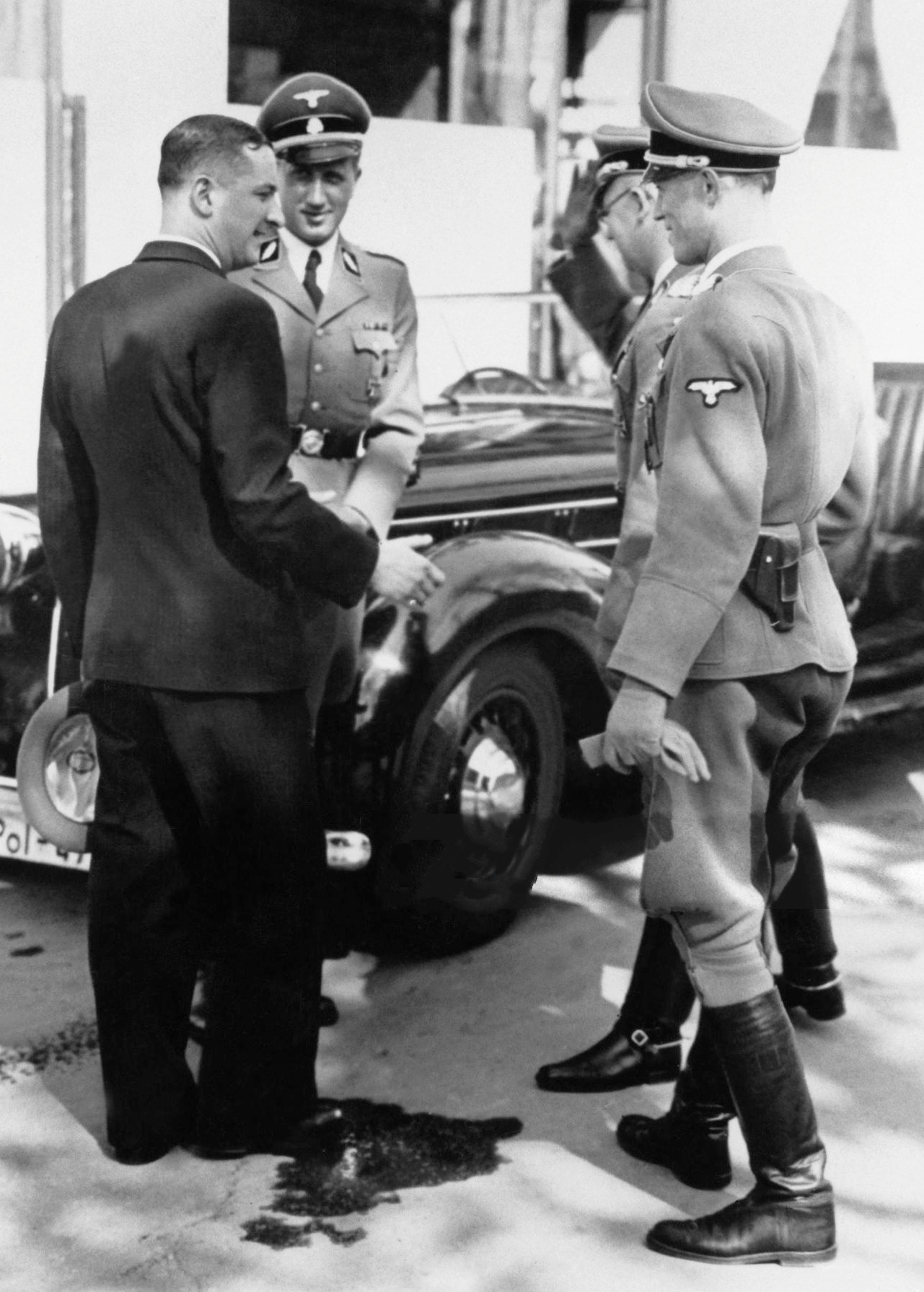
René Bousquet mit Helmut Knochen (Gesicht zugewandt), Carl Oberg (verdeckt) und Herbert Hagen

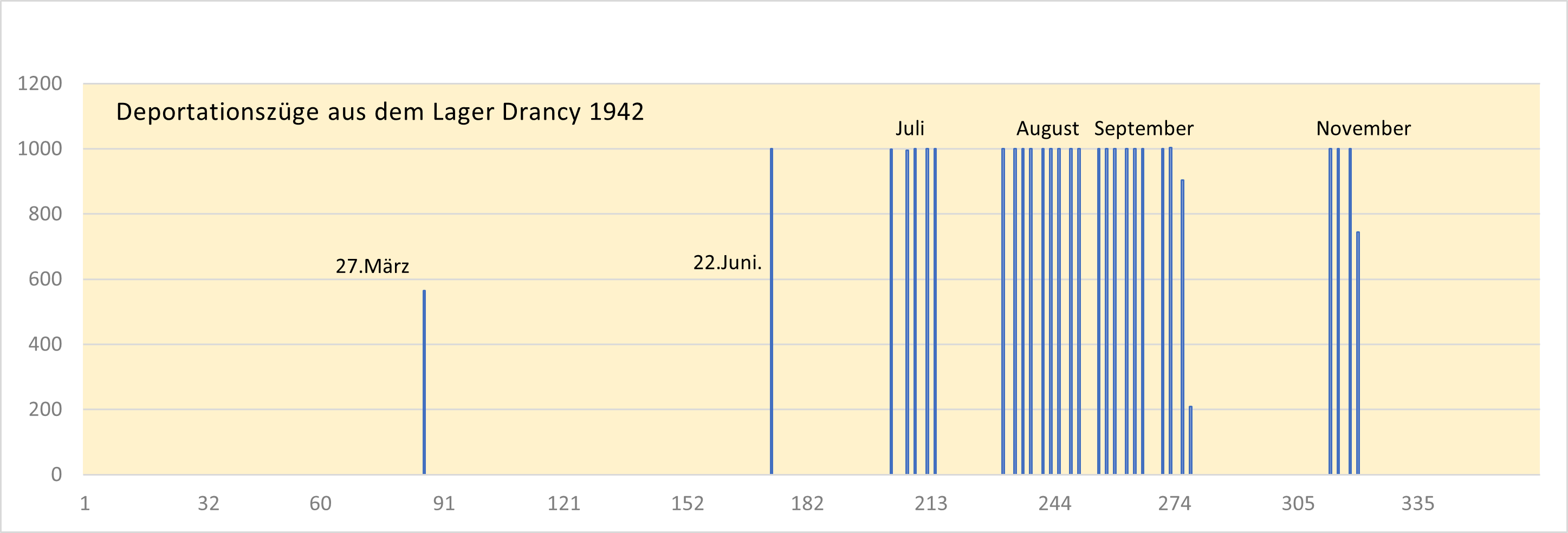
Diagramm der Deportationszüge aus dem Sammellager Drancy im Jahre 1942

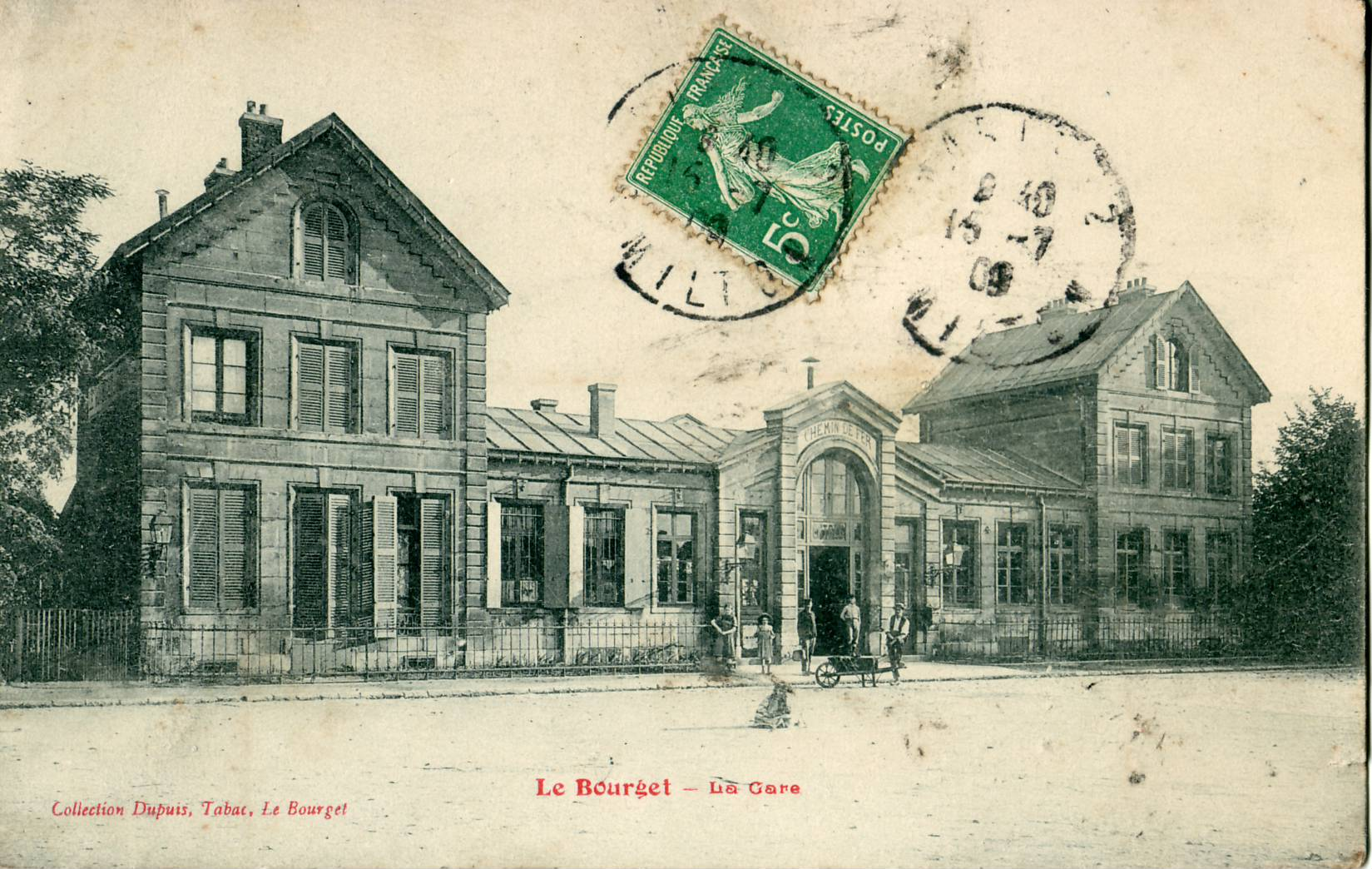
Der Bahnhof von Drancy-Bourget (Bild von 1900), bis Juli 1943 Verladebahnhof für die Deportationen

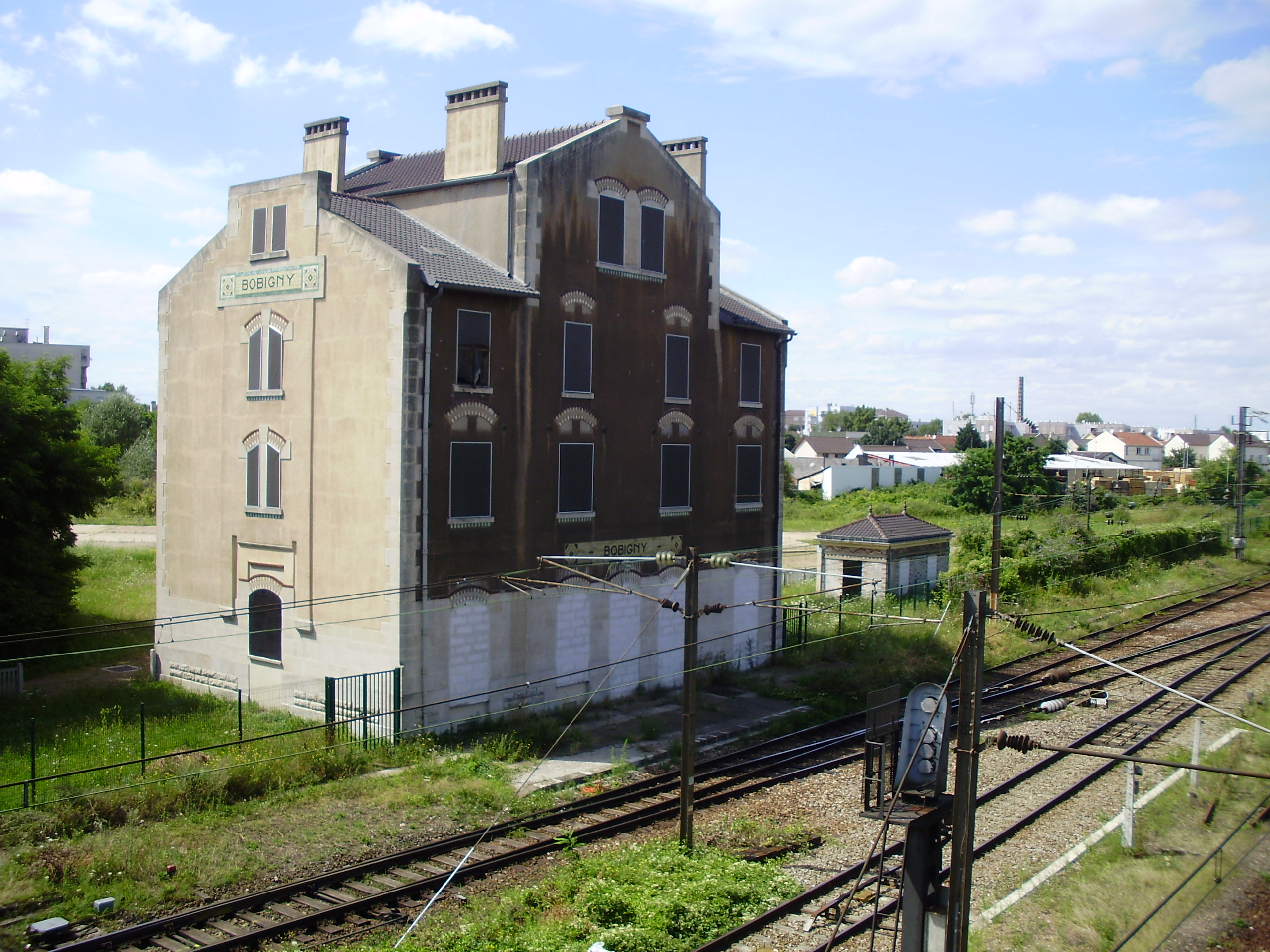
Bahnhof Bobigny, von Juli 1943 bis August 1944 Deportationsbahnhof

Die heftigen Proteste der Vichy-Regierung nach den Geiselerschießungen von Nantes und Bordeaux sowie die Erkenntnis, dass er es nicht mehr mit seinem „Gewissen vereinbaren, noch vor der Geschichte verantworten“ könne, bewegten Otto von Stülpnagel dazu, sich am 15. Januar 1942 mit einem Schreiben an das Oberkommando des Heeres von den Geiselerschießungen zu distanzieren. Er empfehle hingegen, vermehrt auf Deportationen von Juden und Kommunisten nach dem Osten zu setzen. Am 15. Februar bat er um seine Abberufung, weil Adolf Hitler und Feldmarschall Wilhelm Keitel von den Geiselerschießungen nicht ablassen wollten. An Keitel schrieb er dabei: „Ich glaubte, die selbstverständlich notwendige Sühne bei Attentaten … auf anderem Wege, d. h. durch begrenzte Exekutionen, vor allem aber durch Abtransport größerer Massen von Kommunisten und Juden nach dem Osten erreichen zu können, ….“

### Erste Deportationen: Convois 1 und 3
Der von Otto von Stülpnagel geforderte Abtransport begann am 27. März 1942 mit dem Convoi 1. Um 17 Uhr fuhr ein Zug mit Personenwagen der Dritten Klasse vom Bahnhof Drancy-Bourget ab mit 565 Juden an Bord. Der Zug fuhr zunächst nach Norden und nahm in Compiègne von 18.40 bis 19.40 Uhr 547 Juden auf, die im KZ Royallieu interniert waren. Dieser einzige Zug mit Personenwagen in der französischen Deportationsgeschichte erreichte das KZ Auschwitz am 30. März 1942 um 5.33 Uhr. Die 1.112 Juden in diesem ersten Konvoi (französisch convoi) wurden alle zur Zwangsarbeit ausgewählt und mit den Nummern 27533 bis 28644 tätowiert. 73 % der Männer des Convois 1 starben innerhalb von sechs Wochen und 91 % in den ersten drei Monaten zwischen April und August 1942. Laut Serge Klarsfeld gab es 1945 32 Überlebende.
Nach einer Pause von drei Monaten folgte Convoi 3 am 22. Juni 1942 (Convoi 2 war am 5. Juni 1942 von Compiègne aus gestartet). Da das Lager Drancy nur 934 Männer im zu dieser Zeit geltenden Deportationsalter zwischen 18 und 55 Jahren aufwies, waren aus dem Pariser Internierungslager Caserne des Tourelles noch 66 Frauen abgeholt worden, um die erforderliche Zahl von 1000 Deportierten zu erreichen. Unter diesen Frauen waren 21 französische Staatsbürgerinnen. Eine von diesen, die 33-jährige promovierte Biologin Claudette Bloch (* 29. Mai 1910) aus Bourg-la-Reine, überlebte Auschwitz mit zwei weiteren dieser 66 Frauen. Sie hat am 27. März 1947 im Prozess gegen Rudolf Höß vor dem Obersten Nationalen Tribunal Polens in Krakau über die rasch einsetzenden Selektionen ausgesagt: ‚Am ersten Sonntag, nachdem wir in Birkenau angekommen waren (Ankunft: Mittwoch, 24. Juni), wurde uns befohlen, das Lager zu verlassen. Zu unserer großen Überraschung wurden Frauen, die krank waren oder leicht geschwollene Beine hatten, zu einer Seite getrennt. Der Appell dauerte fast den ganzen Tag. Als wir vom Appell zurückkamen, kamen die getrennten Frauen nicht mit in unsere Blocks (Baracken), sondern wurden in Block 25 versammelt. Dieser Block 25 war das Vorzimmer zur Eingangshalle des Todes. Die dort eingesperrten Frauen bekamen weder zu essen noch zu trinken, während sie warten mussten, bis eine größere Zahl an Frauen zusammen war, um alle zusammen zur Gaskammer zu bringen". Von den 934 Männern ‚‚sind am 15. August 1942 nur noch 186 Männer am Leben, d. h. innerhalb von siebeneinhalb Wochen kommen 747 Deportierte um".

### 1. Juni 1942: Dienstantritt von Carl Oberg
Die Gründe für die Spanne von drei Monaten zwischen den ersten beiden Deportationstransporten aus dem Lager Drancy liegen in Kompetenzauseinandersetzungen zwischen der SiPo-SD und der Militärverwaltung, nunmehr unter General Carl-Heinrich von Stülpnagel, der „eine klare Trennung seiner militärischen Befugnisse von allen politischen Fragen“ einforderte. Am 9. März 1942 hatte Hitler Heinrich Himmler die Genehmigung erteilt, in Frankreich einen Höheren SS- und Polizeiführer (HSSPF) einzusetzen, was Stülpnagels Forderung entgegenkommen sollte. Am 7. Mai 1942 wurde der SS-Gruppenführer Carl Oberg durch SS-Obergruppenführer und Chef des Reichssicherheitshauptamtes(RSHA) Reinhard Heydrich in Paris als für den besetzten Teil Frankreichs zuständiger Höherer SS- und Polizeiführer (HSSPF) eingeführt. Polizeigewalt und Zuständigkeit für Sicherheitsfragen waren nun vom Militärbefehlshaber auf den HSSPF übergegangen.
Heydrich, der vom 7. bis zum 15. Mai 1942 in Paris weilte, hatte bei der Einführung klargestellt, dass die Bekämpfung des Widerstands und die Vorbereitung der „Endlösung der Judenfrage“ im Vordergrund der Aufgaben stünden. Mit dem 27-Jährigen SS-Sturmbannführer Herbert Hagen erhielt Oberg einen ehrgeizigen persönlichen Referenten.
Oberg führte in der Folge eine Reihe von Abstimmungsgesprächen mit dem Generalsekretär der französischen Polizei, René Bousquet, die am 8. August 1942 in dem „Oberg-Bousquet-Abkommen“ gipfelte. Die französische Regierung stimmte mit diesem Abkommen, das nur mündlich existierte, der Deportation von ausländischen Juden zu, nicht aber jener der französischen Juden. Sie widersetzte sich auch Plänen Carl Obergs sowie des zum SS-Standartenführer und „Befehlshaber der SS und Sicherheitspolizei“ beförderten Helmut Knochen, dem „operativen und intellektuellen Kopf von SS und Gestapo in Frankreich“, die Staatsangehörigkeit von nach 1927 eingebürgerten Juden abzuerkennen. Am 24. August 1943 hatte Marschall Pétain dem sogenannten Ausbürgerungsgesetz nach langer Diskussion eine endgültige Absage erteilt.
Unabhängig von diesen Vorgängen hatte Himmler nach einer Besprechung mit Carl Oberg am 22. Juni 1942 dem Amtschef der Abteilung IV, SS-Gruppenführer Heinrich Müller, befohlen, dass sämtliche Juden Frankreichs „sobald als möglich abgeschoben“ werden sollen. Müller leitete den Befehl an den Leiter des Referats IV B 4 (Eichmannreferat), SS-Sturmbannführer Adolf Eichmann, weiter. Dieser hatte am selben Tag dem „Judenreferenten“ des Auswärtigen Amtes, Franz Rademacher, mitgeteilt, dass in Absprache mit der Reichsbahn der Transport von 100.000 Juden aus Frankreich einschließlich dem unbesetzten Gebiet ab dem 13. Juli vorgesehen sei. Am 30. Juni 1942 überbrachte Eichmann selbst Himmlers Befehl nach Paris.

### Sommer 1942, Höhepunkt der Deportationen

#### 16./17. Juli 1942: Rafle du Vélodrome d’Hiver
Die „spektakulärste Folge der Absprachen“ zwischen der Gruppe um Oberg und dem Polizeigeneralsekretär Bousquet war die Massenrazzia in Paris mit der Festnahme von 13.152 Juden, bekannt unter dem Namen „Rafle du Vélodrome d’Hiver“. Von ihnen wurden 8.160 (4115 Kinder, 2916 Frauen und 1129 Männer) jüdische Menschen bis zu fünf Tage lang im Wintervelodrom, einer überdachten Radrennbahn, unter entsetzlichen Bedingungen festgehalten und anschließend dem Sammellager Drancy und den Lagern Pithivier und Beaune-la-Rolande zugeführt.
Der am 13. Juli von der Polizeipräfektur herausgegebene Einsatzbefehl berief sich darauf, dass „die deutschen Autoritäten entschieden haben, dass eine bestimmte Anzahl ausländischer Juden zu verhaften und in Lager zu sperren sind“. Dieses beträfe „Deutsche, Österreicher, Polen, Tschechoslowaken, Russen (sowjetische) und Staatenlose“. In das Lager Drancy sollten die verbracht werden, die keine Kinder haben, die anderen sollten in das Velodrom. Der Grund für diese Aufteilung liegt darin, dass Familien als wehrlos eingeschätzt wurden, während Menschen ohne Kinder stärker zu sichern sind und deshalb dem Lager Drancy zugeteilt wurden. Was das „Camp de Drancy betrifft, so soll das Kontingent 6.000 vorsehen. Konsequenterweise, wenn Sie eine Abfahrt nach Drancy machen, melden Sie die Anzahl an den Stab, der Sie benachrichtigt, wenn die Zahl erreicht ist. Sie dirigieren dann die Autobusse zum Vélodrome d’Hiver.“ Für die 20 Arrondissements und die umgebenden Kommunen waren die vorgefertigten Haftbefehle, zusammen 26.000, differenziert aufgeführt. Man hatte offenbar die doppelte Anzahl an Verhaftungen vor.

#### Transporte innerhalb Frankreichs
Mit dem Abkommen vom August 1942, dessen Inhalte seit Juni feststanden, erwirkte die deutsche Judenverfolgung den Zugriff auf die in Lagern der unbesetzten Zone Frankreichs befindlichen Juden. Mitte Juli 1942 konnte deshalb „Judenreferent“ Theodor Dannecker mehrere südfranzösische Internierungslager besichtigen, darunter am 18. Juli das Camp de Gurs. In der Folge der Razzia in Nizza vom 26. August 1942 durch französische Polizei wies der Stab des Polizeigeneralsekretärs, René Bouquet, am 28. Juli 1942 den Regionalpräfekten von Nizza detailliert an, wie der Deportationszug für 1.000 Personen zusammenzustellen sei.
In der Folge des Abkommens wurden aus Lagern der unbesetzten Zone 7.461 Personen zum Sammellager Drancy verbracht; die Quellen sind nicht vollständig erfasst:
- Internierungslager Camp de Mérignac (bei Bordeaux) am 18. Juli 1942: 171 Personen
- Lager Chalons sur Marne (Mourmélon) am 24. Juli 1942: 43 Personen
- Camp de Noé (Haute Garonne) am 10. August: 120 Personen
- Internierungslager Beaune-la-Rolande am 19. August 1941: 1199 Personen
- Diverse Lager aus Südwestfrankreich, Camp du Récébédou (Portet-sur-Garonne) am 24. August 1942: 1300 Personen[56]
- Nizza, Caserne d´Auvare am 31. August 1942: 560 Personen[57]
- Camp de Rivesaltes am 1. September 1942: 600 Personen
- Internierungslager Saint-Saint-Sulpice-la-Pointe am 2. September 1942: 868 Personen
- Camp de Rivesaltes am 14. September 1942: 600 Personen
- Camp des Milles, 5 Transporte 1942: 2000 Personen
- Convoi 17 am 5. August 1942 von Gurs mit 1000 Personen
- Convoi 18 am 8. August 1941 von Gurs mit 1007 Personen
- Convoi 28 am 1. September 1942 von Gurs mit 1000 Personen

#### Deportationen aus weiteren Lagern Frankreichs in das Vernichtungslager Auschwitz-Birkenau
Neben den Deportationen aus dem Sammellager Drancy verliefen im Sommer 1942 aus weiteren Lagern Frankreichs Transporte in das Vernichtungslager Auschwitz-Birkenau. In diesen Convois befanden sich ab der zweiten Hälfte des Juli 1942 die erwachsenen Opfer der Rafle du Vélodrome d`Hiver. Wegen der thematischen und zeitlichen Verbindung zu den aus Drancy abgehenden Convois werden sie deshalb hier mit aufgeführt:
| Convoi Nr. | Lager             | Abfahrt  | Ankunft | Personenzahl                      | bei Ankunft …                 | Überlebende | D. Czech | Klarsfeld |
| ---------- | ----------------- | -------- | ------- | --------------------------------- | ----------------------------- | ----------- | -------- | --------- |
| 2          | KZ Royallieu      | 5.6.1942 | 7.6.    | 1000 (773 m., 218 w., 7 k.)       | "Am 15. 8. noch 217 am Leben" | 32          | 223      | 31        |
| 4          | Pithiviers        | 25.6.    | 27.6.   | 1003 (1003 m.)                    | "Am 15. 8. noch 557 am Leben" | 51          | 237      | 38 f.     |
| 5          | Beaune-La-Rolande | 28.6.    | 30.6.   | 1042 (965 m., 77 w.)              | "Am 15. 8. noch 703 am Leben" | 35          | 238      | 41 f.     |
| 6          | Pithivier         | 17.7.    | 19.7.   | 928 (809 m., 119 w.)              |                               | ~ 100       | 252      | 43        |
| 8          | Angers-Saint-Laud | 20.7.    | 23.7.   | 1254 (824 m. 430 w.)              | 453 im Gas getötet            | 14          | 254      | 51 f.     |
| 13         | Pithivier         | 31.7.    | 5.8.    | 1049 (690 m., 359 w.)             | im Lager aufgenommen          | 13          | 264      | 63        |
| 14         | Pithivier         | 3.8.     | 2.8.    | 1034 (52 m., 982 w.)              | 470 im Gas getötet            | 4           | 267      | 64        |
| 15         | Beaune-La-Rolande | 5.8.     | 7.8.    | 1014 (588 m., 426 w., 25 u.12 J.) | 704 im Gas getötet            | 5           | 268      | 67        |
| 16         | Pithivier         | 7.8.     | 9.8.    | 1069 (197 m., 871 w., 320 k.)     | 794 im Gas getötet            | 6           | 269      | 69        |
| 35         | Pithivier         | 21.9.    | 23.9.   | 1000 (532 m. 468 W., 163 k.)      | 641 im Gas getötet            | 23          | 307      | 128       |

#### Deportationen von Drancy zum Vernichtungslager Auschwitz-Birkenau

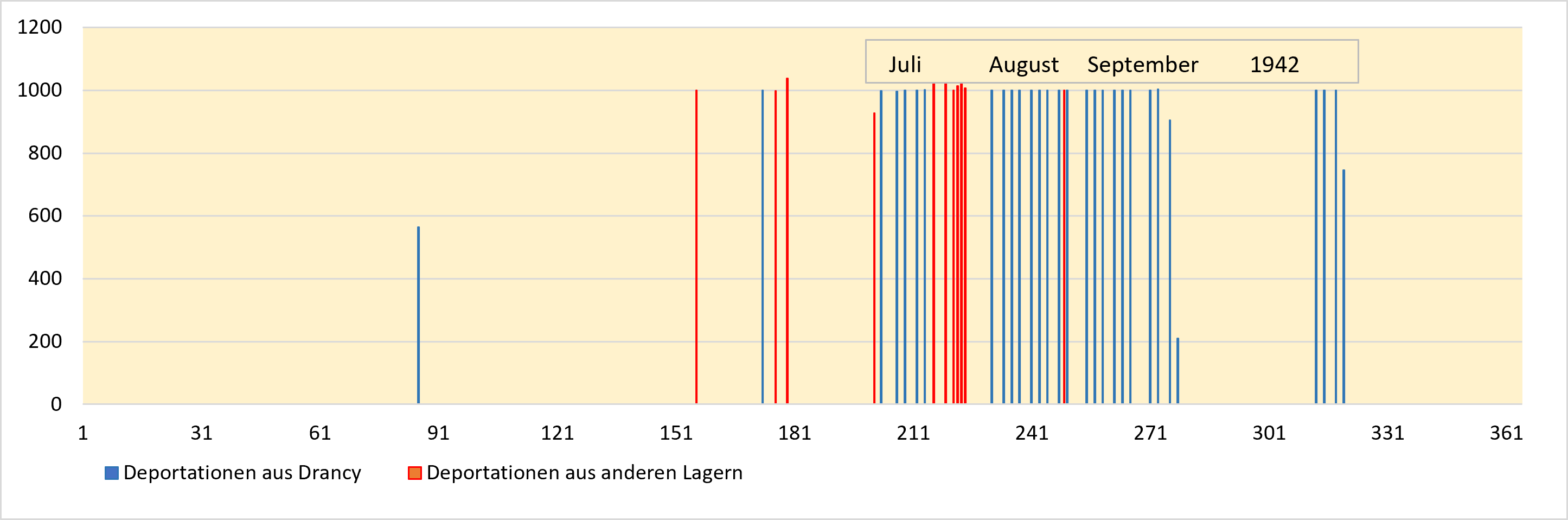
Diagramm der Deportationen aus dem Sammellager Drancy (in blau) sowie aus den Lagern Pithivier (5), Gurs (3), Beaune-La-Rolande (2), La Chapelle-Saint-Laud (1) und KZ Royallieu (1) im Jahre 1942 (in rot); die Deportationen der Erwachsenen und Eltern in der Folge der Razzia vom Vélodrome d’Hiver zeichnen sich mit Schwerpunkt Ende Juli deutlich ab. Die Deportationstransporte der Kinder setzten erst am 14. August 1942 mit Convoi 19 ein

Vor der „Rafle du Vélodrome d’Hiver“ waren aus den drei Lagern Drancy, Pithivier und Beaune-La-Rolande bis dahin 4.965 Menschen deportiert worden. Im unmittelbaren Anschluss setzten Massendeportationen ein. Bis Ende September waren es, ausgehend vom 16./17. Juli, 30.347 Deportierte; 43 Prozent von ihnen waren bei der Razzia vom Vélodrome d’Hiver erfasst worden.
| Convoi Nr. | Abfahrt   | Ankunft | Personenzahl                | bei Ankunft …  | D. Czech |
| ---------- | --------- | ------- | --------------------------- | -------------- | -------- |
| 7          | 19.7.1942 | 21.7.   | 1000 (879 m., 121 w.)       | 375 m. getötet | S. 253   |
| 9          | 22.7.     | 24.7.   | 1000 (615 m., 385 w.)       | keine Angabe   | S. 256   |
| 10         | 24.7.     | 26.7.   | 1000 (370 m., 630 w.)       | keine Angabe   | S. 257   |
| 11         | 27.7.     | 29.7.   | 1000 (248 m., 742 w.)       | keine Angabe   | S. 259   |
| 12         | 29.7.     | 31.7.   | 1000 (270 m., 730 w.)       | 216 w. getötet | S. 262   |
| 19         | 14.8.     | 16.8.   | 1015 (86 Kinder bis 12 J.)  | 900 getötet    | S. 277   |
| 20         | 17.8.     | 19.8.   | 997 (664 Kinder)            | 897 getötet    | S. 281   |
| 21         | 19.8.     | 21.8.   | 1000 (373 Kinder)           | 817 getötet    | S. 284   |
| 22         | 21.8.     | 23.8.   | 1000 (544 Kinder bis 14 J.) | 892 getötet    | S. 286   |
| 23         | 24.8.     | 26.8.   | 1000 (518 Kinder bis 14 J.) | 908 getötet    | S. 287   |
| 24         | 26.8.     | 28.8.   | 1000 (320 Kinder bis 12 J.) | 780 getötet    | S. 288   |
| 25         | 28.8.     | 31.8.   | 1000 (280 Kinder bis 14 J.) | 929 getötet    | S. 291   |
| 26         | 31.8.     | 2.9.    | 1000 (545 m., 455 w.)       | 761 getötet    | S. 293   |
| 27         | 2.9.      | 4.9.    | 1000 ("m, w, k")            | 677 getötet    | S. 295   |
| 29         | 7.9.      | 9.9.    | 1000 ("m, w, k")            | 689 getötet    | S. 297   |
| 30         | 9.9.      | 11.9.   | 1000 ("m, w, k")            | 709 getötet    | S. 299   |
| 31         | 11.9.     | 12.9.   | 1000 ("m, w, k")            | 620 getötet    | S. 300   |
| 32         | 14.9.     | 16.9.   | 1000 ("m, w, k")            | 745 getötet    | S. 303   |
| 33         | 16.9.     | 18.9.   | 1003 ("m, w, k")            | 556 getötet    | S. 304   |
| 34         | 18.9.     | 20.9.   | 1000 ("m, w, k")            | 659 getötet    | S. 305   |
| 36         | 23.9.     | 25.9.   | 1000 ("m, w, k")            | 475 getötet    | S. 308   |
| 37         | 25.9.     | 27.9.   | 1004 ("m, w, k")            | 698 getötet    | S. 310   |
| 38         | 28.9.     | 29.9.   | 904 ("m, w, k")             | 633 getötet    | S. 311   |
| 39         | 30.9.     | 2.10.   | 210 (103 m,100 w, 7 k.)     | 154 getötet    | S. 313   |
| 40         | 4.11.     | 6.11.   | 1000 ("m, w, k")            | 639 getötet    | S. 333   |
| 42         | 6.11.     | 8.11.   | 1000 ("m, w, k")            | 773 getötet    | S. 335   |
| 44         | 9.11.     | 11.11.  | 1000 ("m, w, k")            | 750 getötet    | S. 337   |
| 45         | 11.11.    | 13.11.  | 745 ("m, w, k")             | 599 getötet    | S. 338   |

75 Prozent der Deportierten wurden sofort nach der Ankunft im Konzentrations- und Vernichtungslager Auschwitz-Birkenau selektiert und in der Gaskammer getötet. Am 23. September 1942 erhielt die Kommandantur der KZ Auschwitz-Birkenau die Nachricht, dass an diesem Morgen um 8.55 Uhr ein Deportationszug (Convoi 36) das Lager Drancy verlassen habe. Unter den Deportierten sei René Blum, der Bruder des ehemaligen Ministerpräsidenten Leon Blum.

#### Kindertransporte im Sommer 1942
Vom 14. August 1942 an wurden mit den Convois 19 bis 25 in dichter Folge Kinder zum Vernichtungslager Auschwitz-Birkenau deportiert; die Kinder hatte französische Polizei nach der Razzia du Vélodrome d`Hiver in die Loiret-Lager Pithivier und Beaune-La-Rolande verschleppt. Ihre Eltern waren in den letzten Julitagen bereits deportiert worden.
- 14. August 1942: Convoi 19 mit 1015 jüdischen Menschen verlässt den Bahnhof Bourget-Drancy um 8.55 Uhr, unter ihnen erstmals 86 Kindern unter 12 Jahren, dazu 35 Kinder von 13 bis 18 Jahren. 115 Männer werden dem Lager Auschwitz zugefügt, 900 Menschen im Gas getötet.[61]
- 17. August 1942: Convoi 20 mit 523 Kindern unter 16 Jahren verlässt den Bahnhof Bourget-Drancy um 8.55 Uhr. Der SS-Scharführer Heinrichsohn schickt ein Telex an den Judenreferenten im RSHA, SS-Sturmbannführer Adolf Eichmann, an die Inspektion der Konzentrationslager in Oranienburg und an den Kommandanten des KZ Auschwitz: Der Convoi 901/1 mit 1000 Juden habe den Bahnhof Bourget-Drancy mit Ziel Auschwitz unter Leitung des Stabsfeldwebels Brandt verlassen. Es sind folgende Nationalitäten aufgeführt: 497 Franzosen, 230 Deutsche, 134 Polen, 56 Unbestimmte, 30 Österreicher, 7 Russen, 6 Türken, 5 Staatenlose, 3 Holländer, 3 Engländer, 2 Rumänen, 2 Tschechen, 1 Belgier. 207 Jungen unter 16 Jahren, darunter 154 unter 10 Jahren; 316 Mädchen unter 16 Jahren, darunter 185 unter 10 Jahren. Nach den Listen stammen die Kinder aus dem Lager Pithivier. Die Listen geben die Belegung je Waggon an. Waggon 4 etwa war mit 56 Kindern und 6 Frauen belegt. Bei der Ankunft am 19. August 1942 wurden 65 Männer und 34 Frauen in das Lager aufgenommen, alle anderen (897) wurden im Gas getötet.[62]
- 19. August 1942: Convoi 21 mit 418 Kinder unter 12 Jahren sowie 60 Kindern von 13 bis 18 Jahren, die am 15. August aus dem Lager Pithiviers (497) in das Lager Drancy überstellt worden waren, verlässt um 8.55 Uhr den Bahnhof Drancy-Bourget. Zu diesem Konvoi gehörten auch Juden, die bereits in Drancy interniert waren. Weitere Deportierte, die den Konvoi komplettierten, waren zwei Tage zuvor aus den Lagern Camp des Milles (237) und Le Vernet (85) in die besetzte Zone überführt worden. 183 Erwachsene wurden in das Lager aufgenommen, 817, darunter alle Kinder im Gas getötet.[63][64]
- 21. August 1942: Convoi 22 verlässt um 10 Uhr den Bahnhof Drancy-Bourget mit 1000 Menschen, darunter 275 Mädchen und 269 Jungen unter 14 Jahren sowie 43 weiteren Kinder unter 18 Jahren. 108 Personen werden in das Lager Auschwitz übernommen, 892 Personen, darunter alle Kinder, im Gas getötet.[65]
- 22. August 1942: Convoi ohne Nr. verlässt das Camp de Pithivier mit 1204 Jüdischen Personen, darunter 779 Kinder, und erreicht am selben Tag das Sammellager Drancy[66]
- 24. August 1942: Convoi 23 verlässt den Bahnhof Drancy-Bourget mit 1000 jüdischen Menschen, darunter 553 Kinder unter 17 Jahren. Sie waren aus den Lagern Pithivier und Beaune-La-Rolande in den Tagen zuvor nach Drancy verbracht worden. In Waggon 14 befinden sich 52 Kinder und 3 Mütter, unter ihnen Albert (7) und Jacques (3) Grajcar, Denise (8) et Suzanne (3) Herbstein, die Cukierman-Kinder Hélène (11), Nelly (7) und Ida (3), die Zelechowski-Kinder Léa (7), Simon (4) und Madeleine (3). 92 Männer werden dem Lager Auschwitz überstellt, die übrigen 908 Menschen im Gas getötet.[67]
- 25. August 1942: Convoi ohne Nr. verlässt das Camp de Pithivier mit 787 jüdischen Menschen, „in der Mehrzahl Kinder“ und erreicht am selben Tag das Sammellager Drancy.[68]
- 26. August 1942: Convoi 24 verlässt den Bahnhof Drancy-Bourget um 8.55 Uhr mit 1000 jüdischen Menschen, darunter 400 Kinder unter 12 Jahren; 179 aus Deutschland 1940 Deportierte waren am 23. August aus dem Camp de Rivesaltes (Pyrénées-Orientales) dem Lager Drancy zugefügt worden. 63 Erwachsene werden dem Lager Auschwitz zugefügt, 937 Menschen im Gas getötet.[69]
- 26. August 1942: Convoi ohne Nr. verlässt das Camp de Mérignac bei Bordeaux zum Sammellager Drancy mit 444 jüdischen Menschen, darunter eine nicht berichtete Anzahl von Kindern unter 16 Jahren ohne Eltern, die zunächst bei Pflegefamilien untergebracht waren.[70]
- 28. August 1942: Convoi 25 verlässt den Bahnhof Drancy-Bourget um 8.55 Uhr mit 1000 jüdischen Menschen, darunter 280 Kinder unter 17 Jahren. Die Kinder, deren Eltern bereits deportiert sind, stammen aus dem Lager Beaune-La-Rolande, festgesetzt nach der Razzia vom Vélodrom d`Hiver; sie sind gruppenweise nach den Baracken des Lagers Beaune aufgeführt. Weitere Deportierte kommen aus den Lagern Pithivier, Camp des Milles, Camp de Noé (Haute Garonne) und Camp de Récébédou (Haute Garonne). 71 Frauen wurden dem Lager Auschwitz überstellt, 929 Menschen im Gas getötet.[71]

#### Berichte über die Kindertransporte
Georges Wellers, der von Juni 1942 bis zu seiner Deportation am 30. Juni 1944 im Sammellager Drancy festgesetzt war, beschrieb als Zeuge im Eichmann-Prozess die Vorgänge um die Deportationen von mehr als 4.000 Kindern im Sommer 1942: „In der zweiten Augusthälfte waren 4.000 Kinder ohne Eltern in Drancy angekommen. Sie waren zwischen 2 und 12 Jahre alt.“ Man habe sie aus den Autobussen im Hof ausgeladen „wie kleine Tiere“. Die Stacheldrahtzäune seien von Gendarmen bewacht gewesen. Die Kinder seien ausgestiegen, und sofort hätten die Größeren die Kleineren bei den Händen genommen und nicht mehr losgelassen. Auf der Treppe nahmen, beobachtete Wellers, die Größeren die Kleinen auf den Arm und trugen sie bis in den 4. Stock. Dort seien sie wie eine verängstigte Herde geblieben und hätten lange gezögert, sich auf die schmutzigen Matratzen zu setzen. … In den Räumen befänden sich jeweils 100 Kinder. Man habe ihnen Hygiene-Eimer auf die Treppen gestellt, weil die Kleinen die Treppen in den Hof nicht gehen konnten. … Es sei die Zeit der Kohlsuppen in Drancy gewesen, und sehr bald litten die Kinder unter Durchfall. Als Folge beschmutzten sie ihre Kleider und ihre Matratzen, auf denen sie ständig lägen. Jede Nacht hätten die anderen Gefangenen auf der gegenüberliegende Seite des Lagers ohne Unterlass das verzweifelte Weinen der Kinder und die schrillen Schreie derer, die sich nicht mehr zurückhalten konnten, gehört.
„Sie blieben nicht lange in Drancy. Zwei oder drei Tage nach ihrer Ankunft verließ die Hälfte der Kinder das Lager mit 500 fremden Erwachsenen zur Deportation.“ Zwei Tage später war es an der anderen Hälfte gewesen, zu folgen. Am Vortag der Deportationen seien die Kinder wie alle durchsucht worden. Anderntags habe man sie um 5 Uhr geweckt. In der Kühle um 5 Uhr morgens seien fast alle Kinder nur leicht bekleidet in den Lagerhof gekommen. In der Nacht früh geweckt und schlaftrunken hätten die Kleinen zu weinen begonnen, und nach und nach hätten es alle anderen ihnen nachgetan. Georges Wellers beschreibt, wie sie sich weigerten, in den Hof hinabzusteigen, sich wehrten und sich nicht ankleiden ließen. Es sei manchmal vorgekommen, dass ein ganzer Raum mit 100 Kindern von Panik und nicht zu beruhigender Erregung ergriffen worden sei, dass sie nicht mehr auf die beruhigenden Worte Erwachsener hörten und unfähig waren, die Treppen hinabzusteigen. Dann seien die Gendarmen gerufen worden, welche mit vor Schrecken schreienden Kindern auf dem Arm die Treppe hinunterstiegen. Eine große Schwierigkeit sei gewesen, dass die kleinen Kinder schlecht auf ihre Namen reagierten, ihre Familiennamen nicht kannten. In jedem Konvoi habe es eine Reihe von Kindern gegeben, deren Namen unbekannt waren und „die man hinzutat, um aufzufüllen. Auf diese Weise hat man in zwei Wochen 4.000 Kinder ohne ihre Eltern von Drancy aus deportiert.“
Man möge sich vor Augen führen, wie diese bemitleidenswerten Transporte voller Kinder durch ganz Europas gefahren seien, sich die Ankunft der noch Lebenden vorzustellen, ihr Aussteigen aus den Waggons in der Umgebung von bewaffneter SS, begleitet von riesigen bellenden Polizeihunden, ihr formierter Marsch zu den Gaskammern und „ihr furchtbares Opfer, bestimmt für einen unauslöschbaren Hass“.
Serge Klarsfeld: In diesem schrecklichen Jahre 1942 wurden 1.032 Kinder unter 6 Jahren deportiert, 2.557 Kinder von 6–12 Jahren und 2.464 Kinder von 13–17 Jahren. Nach Klarsfeld sind 2.491 Personen deportiert worden, deren Alter man nicht bestimmen konnte. Aber dass sich viele Kinder unter ihnen befunden hätten, würde sich in wiederholenden Familiennamen abbilden.
Naftal Prochownik, geb. in Toruń, war mit seiner Familie während der Razzia vom Vélodrom d’Hiver festgenommen worden. Während seine Eltern und Geschwister ins Vélodrom und von dort ins KZ-Royallieu verschleppt wurden, kam er als Erwachsener ins Sammellager Drancy, wo er eine Woche später 20 Jahre alt wurde. Dort traf er seine kleinen Brüder und die Schwester wieder, wurde mit Convoi 23 deportiert und überlebte: „Die Autobusse kommen mit heftigem Lärm an und wirbeln Staub auf. Es waren Dutzende und wir waren es nicht gewohnt, die Ankunft so vieler Gefangener auf einmal zusehen.“ Üblich sei ein einzelner Lastwagen oder ein Bus, der Gefangene bringt. … Sie seien dutzendweise ausgestiegen, „Kinder in Verwandtschaften zusammengeklumpt, benebelt, ausgezehrt, mechanisch, still wie die Schafe der Bibel, als Opfer genommen für einen Gott des Krieges, der Dunkelheit.“ Aber es sei kein Gott gekommen, um in ihre Bestimmung als Engel einzugreifen. Als er sie betrachtet habe, erkannte er familiäre Gesichter, unter ihnen seine kleinen Brüder Louis und Henri und seine kleine Schwester Jeannette, 13, 10 und 5 Jahre alt. „Welch Schlag ins Herz!“ Alle anderen Kinder aus seinem Quartier habe er gesehen, die Gurmans, die Luftmans, alle wären zusammen mit ihren Eltern bei der Razzia vom Vélodrome d’Hiver dort versammelt worden. Von da habe man sie nach Compiègne verbracht. Dort wäre, so habe es ihm sein Bruder Pierre erzählt, sein Vater einem Convoi nach Deutschland zugeteilt worden, und auch die Mutter habe man von den Kindern getrennt. Während mehrerer Tage habe er die Kinder getröstet, wie er konnte. Es vergingen einige Tage, und er erfuhr, dass ein Convoi nach Deutschland für die Kinder geplant sei, angeblich um sie mit den Eltern wieder zu vereinen. Er fragte sich, warum sollte man sie getrennt haben, um sie darauf wieder zu vereinen? So vermutete er ein viel tragischeres Geschick und fragte sich, was er tun soll? Solle er mit ihnen gehen, um sie zu beschützen, oder bleiben und auf sein Schicksal warten? „Dieses tiefgreifende Dilemma, ich komme zu keiner Lösung. Ich schließe die Augen in der Nacht nicht.“ Am Morgen habe er sich entschieden, mit dem kleinen Louis offen zu reden. Die Kinder müssten in die Deportation gehen, um die Eltern wieder zu treffen. Ob er, Louis, glaube in der Lage zu sein, auf Jeannette und Henri alleine aufzupassen, oder ob er wolle, dass der große Bruder mit ihnen ginge? Aber in diesem Fall würde dieser keine Chance haben, das zu retten, was zu retten ist. Louis habe geantwortet: Bis jetzt habe er sich gut um sie allein gekümmert, also, wenn es eine Chance gäbe, Dich zu retten, dann bleib! In den Tagen vor ihrer Abfahrt organisierte Naftal Prochownik Vorräte und Decken. Sie seien gegangen, jeder mit seinem Bündel. Er habe sie bis zum Bus begleitet, habe sie da eingerichtet, aber sehr geahnt, dass er sie nie wiedersehen werde. Drei Wochen später stieg der 20 Jahre alte Naftal selbst einem Convoi zu. Er kam drei Jahre später zurück: „Ihr, die mich lest, versteht leicht, warum alle Kinder dieser Welt meine Brüder und Schwestern geworden sind.“
Odette Daltroff-Baticle (1920–2019) war am 28. Juli im Tourelles-Gefängnis inhaftiert und dem Sammellager Drancy überstellt worden. Befreit am 29. Mai 1943 war sie Mitglied des Maquis Vercors, später zur Ritterin der Ehrenlegion und Ehrenbürgerin der Stadt Paris ernannt. Sie schildert in einem ausführlichen Bericht die Ankunft der Kinder (hier auszugsweise): „Man hat uns die Ankunft von 3000 Kindern ohne Eltern mitgeteilt, Folgen der Razzia vom 15.Juli.“ Kinder und Eltern seien in das Lager Pithivier gebracht und von dort zuerst die Männer, dann die Frauen deportiert worden. Die Mütter mussten sich von ihren Kindern losreißen, die nicht loslassen wollten. Ein Gendarm habe ihr mitgeteilt, dass es ein schreckliches und herzzereißendes Schauspiel gewesen sei. Frauen und Kinder habe man mit Gewehrkolben getrennt. Die Frauen seien im Glauben gelassen worden, dass das Rote Kreuz sich um ihre Kinder kümmern würde. Aus den Autobussen „steigen kleine Wesen in unbeschreiblichem Zustand aus. Eine Wolke von Insekten umschwirrt sie in einem fürchterlichen Geruch.“ Sie hätten Tage und Nächte von Pithivier bis Drancy in verschlossenen Wagen verbracht, 90 Kinder je Waggon mit einer Frau, die üblicherweise zwei, drei, vier eigene Kinder in der Menge hatte. Die Kinder seien 15 Monate bis 13 Jahre alt. Ihren gesundheitlichen Zustand nennt Madame Baltroff unbeschreiblich. 3/4 von ihnen seien voll eitriger Wunden der aufgekratzten Borkenflechte. Sofort habe man ein Duschen organisiert. Für 1000 Kinder gab es nur vier Handtücher. Gruppenweise seien die Kinder zu den Duschen gebracht worden. Nackt sei ihr Zustand noch beängstigender erschienen: Alle schrecklich mager und fast alle mit offenen Wunden. Nahezu alle haben Dysenterie. Ihre Wäsche unglaublich verschmutzt und die kleinen Bündel ebenso. Die Mütter hatten sie mit ihren kleinen Sachen in guter Ordnung verlassen, aber es sind einige Wochen vergangen, seit denen sie auf sich allein gestellt waren. Sehr bald habe die Helfergruppe gemerkt, dass alles was sie tun, nutzlos sei. Gebe man ihnen ihre gereinigte Wäsche zurück, eine halbe Stunde später sei alles wieder verschmutzt. „Die Ärzte bemühen sich um sie mit ganzer Kraft. Man gibt ihnen Kohle und reibt sie mit Mercurochrome ein. Man wünschte sich, sie auf eine Krankenstation zu schicken. Es ist unmöglich. Sie müssen zu einer unbekannten Bestimmung gehen.“

### Deportationen des Jahres 1943

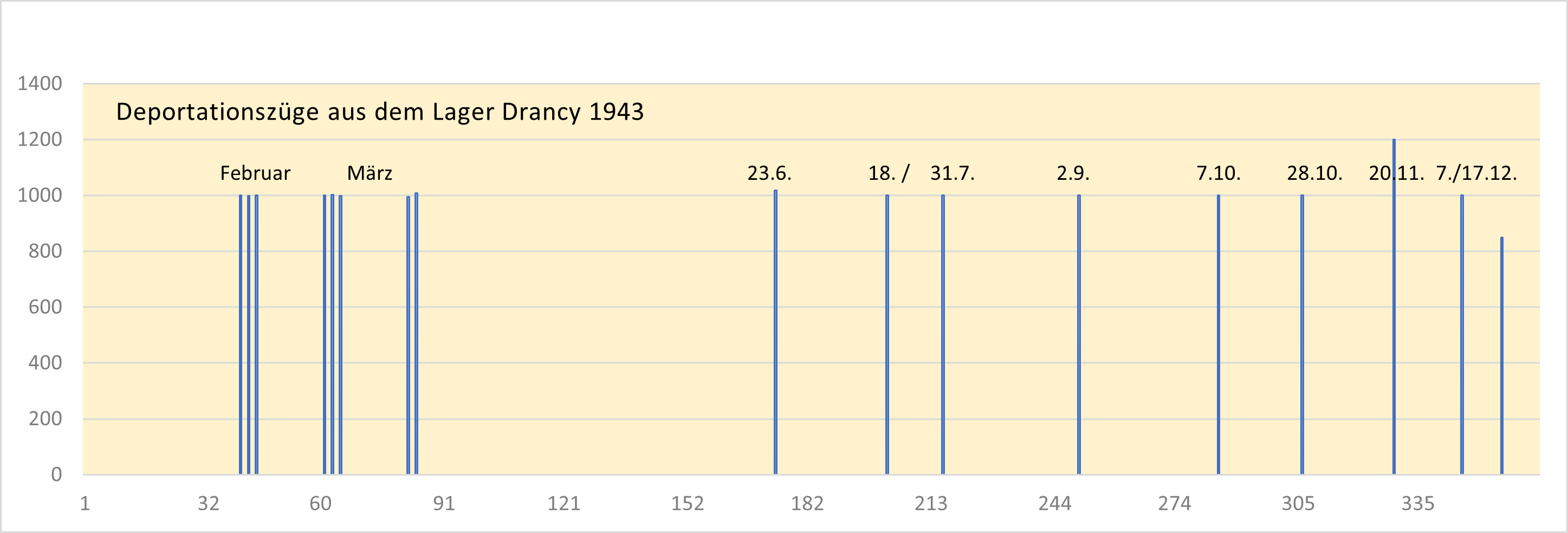
Diagramm der Deportationszüge aus dem Sammellager Drancy im Jahre 1943

| Convoi Nr. | Abfahrt  | Ankunft | Personenzahl      | bei Ankunft … | D. Czech |
| ---------- | -------- | ------- | ----------------- | ------------- | -------- |
| 46         | 9.2.1943 | 11.2.   | 1000 (142 Kinder) | 832 getötet   | S. 411   |
| 47         | 11.2.    | 13.2.   | 998 (200 Kinder)  | 802           | S. 414   |
| 48         | 13.2.    | 15.2.   | 1000 (189 Kinder) | 689           | S. 415   |
| 49         | 2.3.     | 4.3.    | 1000 (37 Kinder)  | 881           | S. 449   |
| 50         | 4.3.     |         | 1003 (16 Kinder)  | Majdanek      |          |
| 51         | 6.3.     |         | 998 (m., w., k.)  | Sobibor       |          |
| 52         | 23.3.    |         | 994 (81 Kinder)   | Sobibor       |          |
| 53         | 25.3.    |         | 1008 (142 Kinder) | Sobibor       |          |
| 55         | 23.6.    | 25.6.   | 1018 (m., w., k.) | 418           | S. 528   |
| 57         | 18.7.    | 20.7.   | 1000 (m., w., k.) | 440           | S. 549   |
| 58         | 31.7.    | 2.8.    | 1000 (m., w., k.) | 727+55        | S. 563   |
| 59         | 2.9.     | 4.9.    | 1000 (m., w., k.) | 662           | S. 596   |
| 60         | 7.10.    | 10.10.  | 1000 (m., w., k.) | 491           | S. 625   |
| 61         | 28.10.   | 30.10.  | 1000 (m., w., k.) | 613           | S. 642   |
| 62         | 20.11.   | 23.11.  | 1200 (m., w., k.) | 914           | S. 661   |
| 64         | 7.12.    | 10.12.  | 1000 (m., w., k.) | 661           | S. 675   |
| 63         | 17.12.   | 20.12.  | 850 (m., w., k.)  | 505           | S. 684   |

#### Ereignisse und Deportationen bis 25. März 1943
In den Monaten Februar und März fanden in kurzer Folge 8 Deportationen statt, darunter 4 in die Vernichtungslager Lublin-Maidanek und Sobibor. Die Razzien und innerfranzösischen Transporte spiegeln die neue Situation wieder, die nach der Besetzung Südfrankreichs ab dem 11. November 1942 eingetreten war.
- 18. Januar 1943: Jüdische Familien, z. T. französischer Staatsbürgerschaft, mit 223 Personen werden aus Rouen dem Lager Drancy zugeführt.
- 21. Januar 1943: Helmut Knochen teilt dem SS-Sturmbannführer Adolf Eichmann ((IV B4) im Reichssicherheitshauptamt) mit, dass sich im Lager Drancy 3.841 Personen befinden.
- 22. bis 24. Januar 1943: Razzia von Marseille. 786 jüdische Menschen werden von Marseille nach Compiègne in das KZ Royallieu deportiert.
- 9. Februar 1943: Convoi 46 war 3 Wochen später der erste Convoi des Jahres 1943. Hauptmann Nowak von der Orpo (Ordnungspolizei) war Transportleiter: „Ich nutzte die 20 besten Waggons für den Transport der Juden und steckte 50 Häftlinge in jeden Waggon. … Es dauerte einige Zeit, die Juden an Bord zu bringen. … Wir verließen den Bahnhof Bourget-Drancy mit 2 ½ Stunden Verspätung. Ich hatte meinen Männern befohlen, die Waggons zu verlassen, sobald der Zug anhielt, und sich auf beiden Seiten des Zuges zu verteilen. Es war notwendig, mich über eventuelle Beschädigungen der Waggons durch die Häftlinge während der Fahrt zu informieren. Bei einem Fluchtversuch soll sofort von der Schusswaffe Gebrauch gemacht werden. … Wir kamen in Chalons-sur-Marne um 16 Uhr an. Als der Zug langsam in den Bahnhof einfuhr, flüchteten elf Häftlinge aus einem Waggon. … Die Suche nach den Flüchtlingen wurde sofort aufgenommen. … Wir konnten 7 Männer und 1 Frau ergreifen. … Ich ließ den beschädigten Waggon herausnehmen und seine Insassen in einen anderen Wagen verladen.“[82] 81 Kinder 0–12 Jahre, 61 Kinder 13–18 Jahre.
- 10. Februar: Nachts wurden in Paris 1.549 ausländische Juden festgenommen und bis auf Kranke und kleine Kinder im Sammellager Drancy interniert.[83]
- 10. Februar 1943: In den Waisenhäusern Rothschild, Lamarck und Guy Patin wurden um 6:30 Uhr 44 Kinder festgenommen, darunter ein vierjähriges Kind und dem Lager Drancy überstellt.[84]
- 11. Februar 1943: Abfahrt des Convois 47 von Bourget-Drancy um 11 Uhr. 112 Kinder 0–12 Jahre, 88 Kinder 13–18 Jahre.
- 13. Februar 1943: Abfahrt des Convois 48 von Bourget-Drancy um 10.30 Uhr. 58 Kinder bis 12 Jahren, 131 Kinder 13–18 Jahre.
- 16. Februar 1943: Auf Befehl von Klaus Barbie werden 84 Mitarbeiter des Büros der UGIF (Union générale des israélites de France) in Lyon festgenommen und dem Lager Drancy zugeführt.[85]
- 21. Februar 1943: 1778 jüdische Personen wurden in 34 (!) Departements der vormals unbesetzten Zone festgenommen und dem Lager Gurs zugeführt.[86][87]
- 27. Februar 1943: 975 internierte Männer aus dem Lager Gurs nach Drancy deportiert.
- 2. März 1943: Abfahrt des Convois 49 von Bourget-Drancy um 10.30 Uhr. 22 Kinder bis 12 Jahre, 15 Kinder 13–18 Jahre.[88]
- 3. März 1943: 770 Personen aus dem Lager Gurs nach Drancy deportiert.
- 4. März 1943: Abfahrt des Convois 50 von Bourget-Drancy nach Sobibor. 6 Kinder 0–12 Jahre, 10 Kinder 13–18 Jahre.[89]
- 6. März 1943: Abfahrt des Convois 51 von Bourget-Drancy nach Sobibor um 8.55 Uhr.
- 10. März 1943: 782 jüdische Männer, Frauen und Kinder wurden aus dem KZ Royaillieux bei Compiègne dem Sammellager Drancy überstellt und am 23. März mit Convoi 52, am 25. März 1943 mit Convoi 53 in das Vernichtungslager Sobibor deportiert. Sie waren bei der Razzia von Marseille vom 22. bis 24. Januar 1943, einer Kooperation von französischer Polizei und Präfektur sowie SiPo-SD, SS-Polizei und Wehrmacht festgenommen und zunächst nach Compiègne verbracht worden.
- 23. März: Abfahrt des Convois 52 von Bourget-Drancy nach Sobibor um 9.42 Uhr. Am Vortag wurden die Personen um 20 Uhr aufgerufen und in bestimmten Éscaliers eingesperrt. Morgens um 5.30 Uhr begannen die Bustransporte zum Bahnhof. 570 der 994 Personen sind französische Staatsbürger. 12 Kinder 0–12 Jahre, 69 Kinder 13–18 Jahre.[90]
- 25. März 1943: Abfahrt des Convois 53 von Bourget-Drancy nach Sobibor um 10.30 Uhr. 52 Kinder 0–12 Jahre, 90 Kinder 13–18 Jahre.[91]

#### Juni bis Dezember 1943
Nach einer fast dreimonatigen Pause begannen die Deportationen am 23. Juni 1943 erneut. Am 18. Juni 1943 war der SS-Hauptsturmführer Alois Brunner als Lagerführer eingesetzt worden. Am 4. August ließ er die Loiretlager Pithivier und Beaune-La-Rolande schließen.
Nach dem italienisch-alliierten Waffenstillstand besetzten Wehrmachtstruppen und SD-SiPO am 8. September 1943 den bis dahin italienisch okkupierten Teil Südfrankreichs. Dort war in den Monaten nach dem 11. November 1942, als italienische Truppen Südostfrankreich besetzt hatten, eine Fluchtenklave für Juden entstanden. Der Oberbefehlshaber der 4. italienischen Armee, General Mario Vercellino, hatte am 12. Dezember 1942 den regionalen Präfekten sogar die Internierung von Juden ausdrücklich verboten. Brunner begann am 10. September 1943 in Nizza eine brutale Judenverfolgung. Bis zum 15. Dezember wurden von den etwa 25.000 Juden, die in diesem Gebiet lebten, 1.820 Menschen nach Drancy deportiert. Im Jahre 1944 waren es bis zum 31. Juli 1944 weitere 1.129 Menschen. Am 13. Oktober waren 1.857 Juden in Drancy interniert.
Bis zum 17. Dezember fuhren 9 Convois in Abständen von drei bis vier Wochen von Drancy nach Auschwitz-Birkenau:
- 23. Juni 1943: Abfahrt von Convoi 55 um 8.55 Uhr: Zitat nach Julie Crémieux-Dunand (am 31. Mai nach Denunziation verhaftet): „Die Mütter halten ihre Kinder eng an sich […] Die Tuberkulosepatienten werden ruhig und resigniert auf einer Trage transportiert.“[96]
- 12. Juli 1943: Alois Brunner befiehlt die Verlegung von mehr als 450 Juden aus dem Lager Beaune-la-Rolande nach Drancy.
- 18. Juli 1943: Abfahrt von Convoi 57 um 9.30 Uhr vom Bahnhof Bobigny nach Auschwitz-Birkenau. 57 Kinder 0–12 Jahre, 78 Kinder 13–18 Jahre.[97]
- 31. Juli 1943: Abfahrt von Convoi 58 um 10 Uhr von Bahnhof Bobigny. Der im Juli in Paris verhaftete Fred Sedel: „Er (der Zug) besteht aus mehr als zwanzig Viehwaggons … Die beiden winzigen Oberlichter des Wagens sind mit Nagelbrettern blockiert; nach langem Geschrei und Protest wurden die Planken durch Stacheldraht ersetzt. In jedem Waggon sind zwei mit Wasser gefüllte Eimer montiert. Sobald sie leer sind, dienen sie während der gesamten Reise als Toiletten. Die Luft ist nicht atembar und ich ersticke vor Hitze … Bei Einbruch der Dunkelheit kommen wir in Metz an. Ich gehe mit einem Gendarmen hinunter, um einen Eimer auszuspülen und ihn mit Wasser zu füllen.“ 49 Kinder 0–12 Jahre, 65 Kinder 13–18 Jahre.[98]
- 2.September 1943: Abfahrt von Convoi 59 um 10 Uhr von Bahnhof Bobigny. Video-Aussage von Max Librati:[99] „Unterwegs versuchten vier Häftlinge im Waggon vor meinem zu fliehen. Die Flüchtigen wurden schnell gefasst. Die SS zwangen alle Häftlinge diese Waggons, sich vollständig auszuziehen, das Gepäck abzustellen und nackt nur leicht bedeckt wieder einzusteigen. In Auschwitz wurde die Insassen dieses Waggons, 70 Männer, Frauen und Kinder, als erste abgeholt und wir sahen sie nie wieder.“[100] 64 Kinder 0–12 Jahre, 91 Kinder 13–18 Jahre.[101]
- 7. Oktober 1943: Abfahrt von Convoi 60 ab Bahnhof Bobigny um 10.30 Uhr. Der Arzt Robert Waitz war im Juli in Paris verhaftet worden: „Bei einem anderen Halt fragte ich nach Wasser für die Kranken, und ein Unteroffizier antwortete: Es ist nutzlos, es ihnen zu geben, sie werden bald sterben.“ 60 Kinder 0–12 Jahre, 62 Kinder 13–18 Jahre.[102]
- 28. Oktober 1943: Abfahrt von Convoi 61 ab Bahnhof Bobigny um 10.30 Uhr. Roger Perelman[103], als 19-Jähriger am 12. Mai 1941 im Lager Ptihivier inhaftiert, nach der Flucht im August 1941 in der Illegalität, im Oktober 1943 in Nizza denunziert und verhaftet, beschreibt die Bedingungen des Transports: „Am Morgen des 28. Oktober 1943, als es noch dunkel war, versammelten sich die Aufgerufenen des Convois 61 im Hof von Drancy. In seiner Rede kündigte Aloïs Brunner an, dass wir als Arbeiter in den Osten gehen würden und dass unsere Familien wieder zusammengeführt würden. Er wies auch auf die Benennung von „Waggonführern“ hin, die im Falle einer Flucht sofort mit ihren Familien hingerichtet würden. Der Transport dauerte drei Tage und drei Nächte, mit kaum einem Unterschied zwischen Tag und Nacht. Wir standen, manchmal saßen wir, lagen fast nie; ohne schlafen zu können: Die Angst, die Schreie der Kleinen, das Gedrängt sein hielten uns wach (…).“ 67 Kinder bis 12 Jahre, 75 Kinder 13–18 Jahre.[104]
- 20. November 1943: Abfahrt von Convoi 62 ab Bahnhof Bobigny um 12.10 Uhr. Convoiführer Oberfeldwebel der Schutzpolizei, Friedrich Köhnlein (2. Kompanie des II. Polizei-Wachbataillons im Wehrkreis V)[105], berichtet über die Flucht von 18 Häftlingen: „Um 20.30 Uhr vor Lérouville (Maas) wurde bei der Inspektion der Waggons festgestellt, dass die Abstandshalter der Lüftungsfenster des Wagens Nr. 6 abgerissen waren. Die Kontrolle ergab, dass der Wagenführer mit 18 Männern geflohen war. Die 19 Männer flüchteten auf den steilen Hügel vor Lérouville, wo der Zug im Schritttempo fahren musste, obwohl aus dem letzten Begleitwagen immer wieder Warnschüsse abgegeben wurden. Aufgrund der dort herrschenden Dunkelheit und des dichten Nebels konnte die Flucht während der Fahrt nicht bemerkt werden. Ich ließ sofort alle männlichen Häftlinge ihre Schuhe ausziehen, außer den Kranken und Alten.“ Einer der Geflohenen, Roger Schandalow: „Im Wagen verabredeten wir uns zusammen. Man muss vor Metz springen, denn danach ist die deutsche Zone. Ich habe dort meinen Militärdienst geleistet und wusste, dass wir handeln mussten, als der Zug an der Steigung von Lérouville langsamer wurde, in der Nähe von Bar-le-Duc [diese berühmte „Rampe“ beginnt 14 km nach Bar-le-Duc, für 10 km und endet 6 km vor Lérouville]. Unter unseren Kameraden waren zwei ehemalige Rugbyspieler, stark von Natur [das sind Georges und Roger Gerschel]. Sie reißen die Bretter ab und zwölf von uns springen, in Zweier- oder Dreierteams.“[106] Schandalow war einer der Verantwortlichen für den Bau eines 37 Meter langen Fluchttunnels im Sammellager Drancy, der am 10. November entdeckt wurde. Durch Folter erfuhren die SS-Mannschaften von 13 am Bau Beteiligten, darunter auch von Schandalow. Er war im November 1941 zunächst im Cherche-Midi-Gefängnis, dann im Januar 1942 zu 6 Monaten im Internierungslager Maison centrale de Clairvaux verurteilt, danach am 15. Juli 1942 dem Sammellager Drancy zugeführt.[107] Der 16-Jährige Sam Braun (1927–2011) war mit seiner Familie im Waggon: „Ich erinnere mich nicht mehr genau an alle Einzelheiten. Zuerst konnten wir uns nicht hinsetzen, weil wir so viele waren, zusammengedrängt wie Tiere. Dann kam es sehr schnell von den ersten Stunden an zu Todesfällen, vielleicht weil einige der in diesem Wagen anwesenden Personen ziemlich alt waren. Diese Toten stapelten sie entlang der Wagenwände, wie sie es mit Schaufensterpuppen getan hätten! Gegen Ende dieses höllischen Transports konnten wir uns sogar hinlegen, denn zumindest in unserem Wagen gab es zahlreiche Tote.“[108] In diesem Convoi befanden sich der Chefarzt des jüdischen Krankenhauses Rothschild, Léon Zadoc-Kahn (1877–1943) mit Frau Suzanne sowie der Vorsitzende des Consistoire central israélite, Jacques Helbronner (1873–1943) mit Frau Jeanne. 85 Kinder 0–12 Jahre, 89 Kinder 13–18 Jahre.
- 7. Dezember 1943: Abfahrt von Convoi 64 ab Bahnhof Bobigny um 12.10 Uhr. Der am 21. August 1943 verhaftete Präsident der Union générale des israélites de France (UGIF)[109] und französischer Direktor des American Jewish Joint Distribution Committee (JOINT), Raymond-Raoul Lambert[110], war mit seiner Frau und seinen vier Kindern in einem der Waggons; sie wurden alle für die Gaskammern selektiert. Er war vom Wohnort Marseille am 14. August 1943 nach Vichy gereist, um sich über die Razzien in Südfrankreich zu beschweren. SS-Obersturmführer Heinz Röthke, der Nachfolger Danneckers als Judenreferent, sah ihn dort und erließ einen Haftbefehl. Vier Häftlingen gelang die Flucht aus dem Convoi 64. César Chamay, am 8. Dezember 1942 in Toulouse verhaftet, dann über Fort du Ha (Bordeaux) und das Lager Lager Mérignac am 25. November ins Sammellager Drancy verbracht, berichtet: „Mit einer Zange, die wir zu diesem Zweck mitgenommen hatten, brachen wir die Gitterstäbe ab und stiegen aus. Der Zug fuhr zu diesem Zeitpunkt zu schnell, wir blieben auf den Puffern. Dann stürmte der Waggonführer [ein Häftling] zum Fenster, schwang eine Laterne und rief: „Offiziere, Halt, Halt!“ Es gelang uns, ihn zum Schweigen zu bringen, und trotz der Geschwindigkeit sprangen wir. Da der Zug sicher 60 oder 70 Stunden pro Stunde fuhr, hüpften wir auf dem Schotter wie Gummi, wir legten 10 oder 15 Meter zurück, es raubte mir den Atem … Wir gingen in der Nacht zu Fuß und kamen an einem kleinen Bahnhof an, in der Nähe von Pont-à-Mousson“. César Chamay gehörte zu jenen Mitgliedern der Organisation Juive de Combat (OJC)[111] um Ernest Appenzeller[112], die am 18. Juli 1944 verraten und von der SiPo-SD nach Verhören und Folter am 17. August mit dem „Convoi des 51 Otages“ (Convoi 79, KZ Royallieux – KZ Buchenwald) deportiert wurden. Aus diesem Convoi flüchtete er bei Saint-Quentin erneut mit 22 Anderen.[113] 107 Kinder 0–12 Jahre, 56 Kinder 13–18 Jahre.[114]
- 17. Dezember 1943: Abfahrt von Convoi 63 ab Bahnhof Bobigny um 12.10 Uhr. Im Zug befindet sich der Vizepräsident der Union générale des israélites de France (UGIF), André Baur mit Frau Odette und 4 Kindern. 57 Kinder 0–12 Jahre, 49 Kinder 13–18 Jahre.[115]

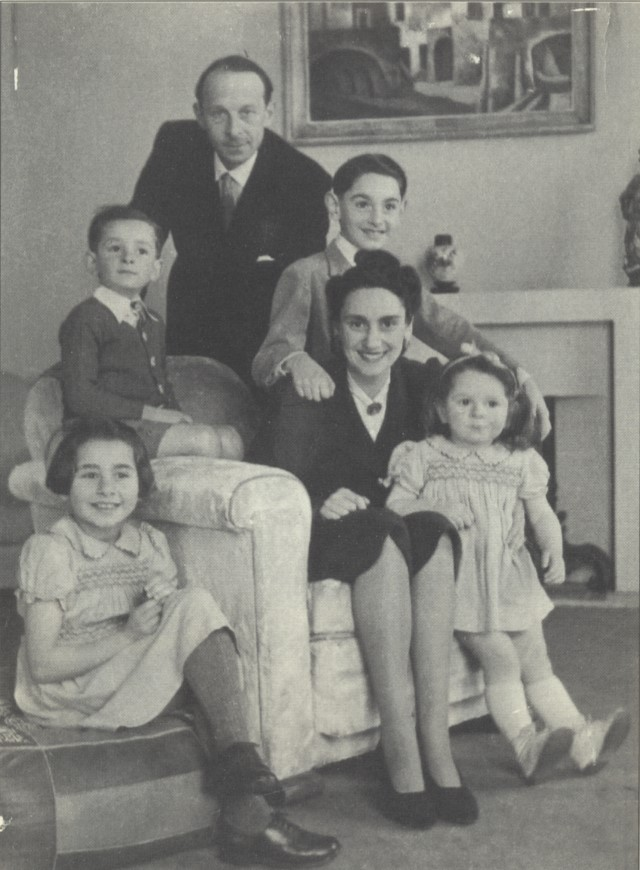
Der Vizevorsitzende der Union générale des israélites de France (UGIF), André Baur (1904–1944) mit Frau Odette und den Kindern Pierre, Myriam, Antoine und Francine im Jahre 1942; deportiert mit Convoi 63.

### Deportationen des Jahres 1944

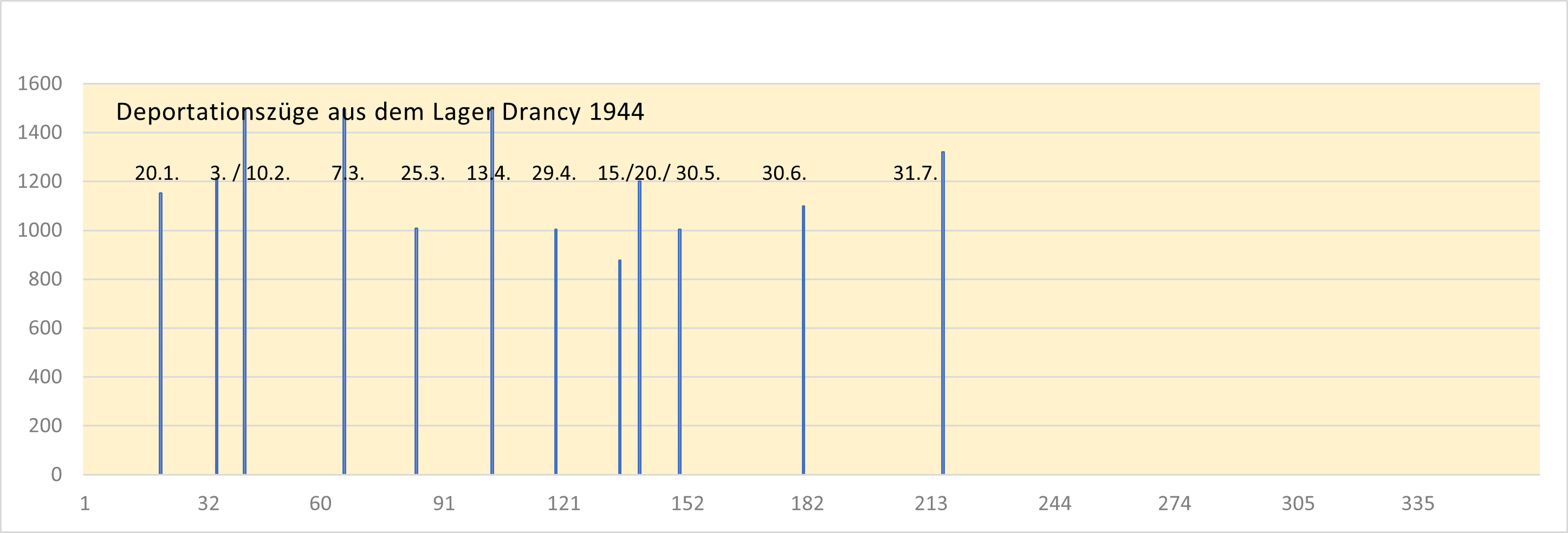
Diagramm der Deportationszüge aus dem Sammellager Drancy im Jahre 1944

Am 1. Januar 1944 wurde Joseph Darnand Generalsekretär der französischen Polizei, nun unter dem neuen Titel „Ministre du maintien de l’ordre“ (Minister zur Erhaltung der Ordnung). Darnand, seit August 1943 Ehrenoffizier der Waffen-SS, war zugleich Chef der paramilitärischen und von der deutschen Verwaltung im Herbst 1943 mit Waffen ausgestatteten Milice française. Die bis dahin nur in der Südzone zugelassene Milice, „Inbegriff der Kollaboration in ihrer – in jederlei Hinsicht – hemmungslosesten Form“, durfte nun auch in der Nordzone tätig sein. Oberg hatte die Ablösung Bousquets im Dezember 1943 durchgesetzt. Die Verhaftungen erfolgten von da an durch französische Polizei und Miliz sowie die SiPo-SD unter Ausschluss der Regionalpräfekten. Der französische Staat war weitgehend ausgehebelt, die Judenverfolgung in die Hände paramilitärischer Ultras gelegt. Diese Entwicklung hatte sich bereits im Vorjahr mit den Verhaftungen der UGIF-Vorsitzenden André Baur (21. Juli 1943) und Raymond-Raoul Lambert (20. August 1943) sowie dem Vorsitzenden des Consistoire central israélite, Jacques Helbronner (23. Oktober 1943) abgezeichnet. Helbronner, Mitglied des Conseil d’État seit 1899, Anwalt am Pariser Appellationsgericht seit 1895, Offizier im Ersten Weltkrieg und Kommandeur der Ehrenlegion war zusammen mit seiner Frau Jeanne am 20. November 1943 mit Convoi 62 vom Sammellager Drancy nach Auschwitz deportiert worden, wo sie in den Gaskammern starben. Im selben Convoi befand sich auch der Chefarzt des jüdischen Krankenhauses Rothschild, Léon Zadoc-Kahn (1870–1943), mit Frau Suzanne. Lambert folgte mit seiner Familie am 7. Dezember mit Convoi 64, Baur ebenfalls mit Frau und 4 Kindern mit Convoi 63 am 17. Dezember 1943. André Baurs Frau Odette war mit den Kindern Pierre (10), Myriam (9), Antoine (6) und Francine (3) nach einem Besuch ihres Mannes in Drancy bei der Rückkehr verhaftet und mit den Kindern in das Sammellager Drancy überführt worden. Odette und die Kinder starben nach der Ankunft in Auschwitz-Birkenau im Gas, André im März 1944 ebenso.
| Convoi Nr. | Abfahrt   | Ankunft | Personenzahl      | bei Ankunft  | D. Czech |
| ---------- | --------- | ------- | ----------------- | ------------ | -------- |
| 66         | 20.1.1944 | 22.1.   | 1153 (224 Kinder) | 864 getötet  | S. 712   |
| 67         | 3.2.      | 6.2.    | 1214 (204 Kinder) | 999 getötet  | S. 720   |
| 68         | 10.2.     | 13.2.   | 1502 (319 Kinder) | 1229 getötet | S. 722   |
| 69         | 5.3.      | 10.3.   | 1497 (195 Kinder) | 1300 getötet | S. 736   |
| 70         | 27.3.     | 30.3.   | 1000 (125 Kinder) | 470 getötet  | S. 746   |
| 71         | 13.4.     | 16.4.   | 1500 (313 Kinder) | 1112 getötet | S. 757   |
| 72         | 29.4.     | 1.5.    | 1004 (190 Kinder) | 865 getötet  | S. 763   |
| 73         | 15.5.     | Reval   | 838 m.            | 814 getötet  |          |
| 74         | 20.5.     | 23.5.   | 1200 (213 Kinder) | 732 getötet  | S. 782   |
| 75         | 30.5.     | 2.6.    | 1000 (129 Kinder) | 627 getötet  | S. 792   |
| 76         | 30.6.     | 4.7.    | 1100 (180 Kinder) | 479 getötet  | S. 812   |
| 77         | 31.7.     | 3.8.    | 1300 (356 Kinder) | 826 getötet  | S. 840   |

#### Ereignisse und Deportationen des Jahres 1944
- 10. Januar 1944: 317 Juden in Bordeaux verhaftet, in der Synagoge eingesperrt und am 12. Januar nach Drancy deportiert. Sie wurden dem Convoi 67 zugefügt.
- 20. Januar 1944: Abfahrt von Convoi 66. 120 Kinder 0–12 Jahre, 104 Kinder 13–18 Jahre.[119]
- 3. Februar 1944: Abfahrt von Convoi 67. Unter den Deportierten war der am 23. Dezember 1943 in Marseille verhaftete Großrabbiner von Straßburg, René Hirschler mit Frau Simone. Simone Hirschler starb am 27. April 1944 im Gas, Rabbi Hirschler Ende März 1945 im KZ Ebensee.[120] Ebenfalls im Convoi war Albert Bendrihen, der am 7. Januar 1944 verhaftete jüdische Arzt französischer Nationalität der Kinder von Izieux. Er starb am 10. März 1945 im KZ Buchenwald.[121] 102 Kinder 0–12 Jahre, 102 Kinder 13–18 Jahre.[122]
- 10. Februar 1944: Abfahrt von Convoi 68. 196 Kinder 0–12 Jahre, 123 Kinder 13–18 Jahre.[123]
- 5. März 1944: Abfahrt von Convoi 69: Die Deportierten waren im ganzen Land in kleineren Razzien verhaftet worden. 90 Kinder 0–12 Jahre, 105 Kinder 13–18 Jahre.[124]
- 27. März 1944: Abfahrt von Convoi 70: 50 Kinder 0–12 Jahre, 75 Kinder 13–18 Jahre.[125]
- 6. April 1944: Auf Befehl des SiPo-SD-Chefs von Lyon, Klaus Barbie, werden die 44 Kinder von Izieu und 6 ihrer Betreuer festgenommen.
- 13. April 1944: Abfahrt von Convoi 71: Unter den Deportierten sind 34 der 44 verschleppten Kinder von Izieu.[126] Die spätere Präsidentin des Europäischen Parlaments, Simone Veil geb. Jacob (1927–2017) war am 30. März 1944 in Nizza mit ihren Schwestern Madeleine und Yvonne verhaftet, nach Drancy verschleppt und dem Convoi 71 zugefügt worden. Die 16-Jährige überlebt die Selektion, weil sie ihr Alter mit 18 Jahren angibt. 171 Kinder 0–12 Jahre, 142 Kinder 13–18 Jahre.[127]
- 29. April 1944: Abfahrt von Convoi 72: Im Convoi befinden sich 166 jüdische Personen, die von deutschen Behörden im Mai 1943 aus Warschau mit zunächst nicht klärbaren südamerikanischen Papieren in das Internierungslager Vittel transportiert worden waren. Am 18. April 1944 wurden 166 von ihnen in das Sammellager Drancy verbracht und danach dem Convoi 72 zugefügt. Unter ihnen war der Dichter Jizchak Katzenelson mit seinem 17-jährigen Sohn Zvi; sie überlebten die Ankunft nicht. Frau und zwei Söhne waren bereits aus dem Warschauer Ghetto in das Vernichtungslager Treblinka deportiert worden. Zusätzlich aus Vittel nach Drancy angeschoben waren „dutzende“ jüdische Personen aus dem Elsass mit 27 Kindern unter 10 Jahren, darunter der 3 Monate alte Akadius Dudelzak. Mit Ausnahme der Gruppe aus Vittel waren alle Personen Franzosen. Unter den Deportierten war die Straßburger Familie Louis und Yvonne Loeb mit Schwiegermutter Jeanne Bloch und 3 ihrer Kinder, Jean-Paul (20), Armand (18) und Simone Loeb (6); Tochter Margot war der Verhaftung entgangen. Die Familie hatte sich aus dem Elsass nach Lyon geflüchtet, wo die Schergen von Klaus Barbie sie aufspürte.[128] 121 Kinder 0–12 Jahre, 69 Kinder 13–18 Jahre.[129]
- 2. Mai 1944: Convoi A fährt vom Bahnhof Bobigny ab mit 70 jüdischen Frauen und Kindern französischer Kriegsgefangener zum KZ Bergen-Belsen.[130]
- 3. Mai 1944: Convoi B fährt vom Bahnhof Bobigny ab mit 74 jüdischen Frauen und Kindern französischer Kriegsgefangener zum KZ Bergen-Belsen.
- 15. Mai 1944: Abfahrt von Convoi 73 mit dem Ziel Kaunas (Kowno) und Tallinn (Reval). Dieser Konvoi besteht aus 838 arbeitsfähigen Männern, darunter 38 Minderjährige, der Jüngste 12 Jahre alt. Einer von ihnen war der 17-Jährige Henri Zajdenwergier, der am 7. Februar 1944 auf dem Schulweg in Poitiers festgenommen und 3 Monate später dem Lager Drancy überstellt wurde. Er überlebte die Zwangsarbeit auf einem Feldflugplatz bei Tallinn, danach das KZ Stutthof bei Danzig, wo er von den Sowjetsoldaten befreit wurde. Unter den Männern André Jacob, der Vater von Simone Veil, und ihr Bruder Jean. Im Jahre 1999 gegründete sich ein Verein der Hinterbliebenen, dem Simone Veil bis zu ihrem Tod im Jahr 2017 als Ehrenpräsidentin vorstand. 24 der Deportierten kehrten nach Frankreich zurück.[131]
- 20. Mai 1944: Abfahrt von Convoi 74 mit dem Ziel Auschwitz-Birkenau. Unter den Deportierten befand der orthodoxe Rabbiner und Mitglied des französischen Widerstands Robert Brunschwig (55), Gründer der orthodoxen Jugendbewegung Yechouroun und ein renommierter Gemeindevorsteher in Straßburg. Rabbi Brunschwig wurde zusammen mit seiner Frau Lucie und seiner Schwiegermutter Rose Meyer verhaftet, nachdem er versucht hatte, in die Schweiz zu fliehen. Sie sind im Besitz einer nicht autorisierten salvadorianischen Staatsbürgerschaftsurkunde, ausgestellt auf ihren Namen von George Mandel-Mantello, dem ersten Sekretär des salvadorianischen Konsulats in der Schweiz, der Juden viele ähnliche Urkunden aushändigt, um ihr Leben zu retten. Trotz dieser Bescheinigung wurde die Familie von der Schweiz abgewiesen. 106 Kinder 0–12 Jahre, 97 Kinder 13–18 Jahre.[132]
- 30. Mai 1944: Abfahrt von Convoi 75 mit dem Ziel Auschwitz-Birkenau. Sarah Lichtsztejn-Montard berichtet: „An diesem Tag war es sehr heiß. Wir waren zusammengedrängt und konnten kaum mit angezogenen Knien sitzen. Der Zug blieb stundenlang stehen. Ich dachte, ich würde ersticken. Glücklicherweise hatte meine Mutter die gute Idee, uns in der Nähe eines der beiden Oberlichter unterzubringen, die die Tür umrahmten; Wir konnten zumindest ein wenig durchatmen und als der Konvoi startete, konnten wir vor Freude Luft einatmen, lauwarm, aber Luft! Die Wagentüren waren verschlossen. Auf dem Boden wurde etwas Stroh ausgestreut. In der Mitte des Wagens wurde ein Fass Wasser platziert und unten ein weiteres Fass für den natürlichen Bedarf. Die Nacht: eine Albtraumnacht! Um etwas Schlaf zu bekommen, musste jemand aufstehen, damit ein anderer seine Beine ausstrecken konnte; Dies wiederum. Wir waren durstig und erstickten an dieser Pest. Während eines Halts an einem Bahnhof gingen Menschen umher und waren überhaupt nicht überrascht, Menschen in Güterzügen und Soldaten um ein Maschinengewehr auf dem Dach des letzten Waggons zu sehen. Ich habe es gesehen, weil ich mich freiwillig gemeldet habe, um Wasser zu holen.“ Die 15-Jährige Nadine Heftler konnte nach der Befreiung von der Selektion in Auschwitz-Birkenau Zeugnis ablegen: „Wir kommen an einem deutschen Offizier vorbei. Auf meine Bitte hin beschließt Mama zu lügen, indem sie vorgibt, achtunddreißig Jahre alt zu sein. Was mich betrifft, ich weiß nicht, was ich tun soll, ich sage die Wahrheit, fünfzehn Jahre. Anstatt uns, wie die meisten von uns, nach links zurückzuschicken, lässt uns der Boche ein paar Meter vorwärts gehen, bevor er uns einem anderen Beamten vorstellt. Dieselbe Komödie, achtunddreißig Jahre alt und fünfzehn Jahre alt, aber er nimmt sich nicht die Zeit, uns zuzuhören und drängt Mama nach links. Ich sagte sofort: ‚Das macht nichts, wenn ich nicht im selben Block wie Mama wohne, sehen wir uns tagsüber wieder‘. Daraufhin änderte der Boche seine Meinung und schickte uns, Mutter und mich, nach rechts, um uns einer sehr kleinen Gruppe von Menschen anzuschließen. Sobald diese Auswahl abgeschlossen ist, sind es etwa sechzig Frauen, fast alles junge Mädchen im Alter zwischen achtzehn und fünfundzwanzig Jahren. Mama war eine der Ältesten, sah aber sehr jung aus. Ich hingegen war die Jüngste, aber ich sah älter aus als ich war. Wir befanden uns in einem Konvoi von 1.200 Gefangenen beiderlei Geschlechts (…). Wir wussten noch nicht, dass alle anderen in die Gaskammer gingen.“ Der Arzt Marc Klein sagte aus: „Ich war für die Kontrolle eines der drei Sanitätswagen verantwortlich. Es handelte sich um sogenannte „Sanitätswagen“. Von anderen Viehwaggons unterschieden sie sich nur durch das Vorhandensein einiger Matratzen, durch Wasserbehälter, die wir an bestimmten Stationen füllen durften, und durch einen großen Vorrat an Medikamenten. Die medizinische Arbeit Tag und Nacht war für zwei Kollegen, eine Krankenschwester und mich, schwer; es war umso nutzloser, als abgesehen vom Überleben dieses medizinischen Personals auch die Insassen meines Waggons bei der Ankunft verschwinden mussten. … Vom ersten Abend an erhielten wir Besuch von älteren französischen Häftlingen, von denen die Meisten dank der speziellen Armbinde, die sie trugen, das Recht hatten, alle Blöcke zu betreten. Diese Kameraden kamen, um Neuigkeiten aus Frankreich zu erfahren, und sie stellten alle die gleiche besorgte Frage: „Wie viele waren am Anfang da, wie viele seid ihr jetzt?“ Ich glaube mich zu erinnern, dass 1.200 von uns Drancy verließen, dass es etwa 500 Männer gewesen sein müssen und dass, nachdem man uns an der Rampe sortiert hatte, etwa 200 von uns nach Auschwitz-I aufbrachen. Als wir den Älteren erzählten, dass wir die anderen Männer, Frauen und Kinder in Birkenau zurückgelassen hatten, brachen einige in Gelächter aus, andere schwiegen. Auf unsere dringenden Fragen hin machten uns Einige mit dem schrecklichen Geheimnis bekannt, das über dem Lager schwebte, der Vergasung und Massenverbrennung der ankommenden Konvois. Einer meiner französischen Kameraden sagte mir unverblümt, dass diejenigen, von denen wir dachten, wir hätten sie in Birkenau zurückgelassen, in Wirklichkeit bereits im Himmel waren.“[133] 73 Kinder 0–12 Jahre, 61 Kinder 13–18 Jahre.[134]
- 21. Juli 1944: Convoi C fährt vom Bahnhof Bobigny ab mit 49 jüdischen Frauen und Kindern französischer Kriegsgefangener zum KZ Bergen-Belsen
- 23. Juli 1944: Convoi C fährt vom Bahnhof Bobigny ab mit 65 jüdischen Frauen und Kindern französischer Kriegsgefangener zum KZ Bergen-Belsen
- 30. Juni 1944: Abfahrt von Convoi 76: Nach einer Pause von einem Monat war Convoi 76 mit 1176 jüdischen Menschen im Gare de Bobigny für die Deportation nach Auschwitz-Birkenau beladen worden. Der 22-Jährige Student Jean-Louis Steinberg, zusammen mit seiner Mutter, seinem Vater und seinem Bruder Claude in Paris festgenommen, überlebte Eltern und Claude: „Wir wurden am 18. Juni 1944 in unserem Haus von Franzosen ohne Uniform verhaftet. Sie brachten uns mit einem Bus zum Lager Drancy in der Nähe von Paris. Dieses Lager war also ein echter Schweinestall. Es gab praktisch keine Toiletten, nur Gruben, in denen die Leute ihre Notdurft in der Öffentlichkeit verrichten mussten (…), aber das war nichts im Vergleich zu dem, was uns kurz darauf erwartete. Am 30. Juni drängten uns französische Polizisten zu 100 Menschen pro Viehwaggon zusammen, Männer, Frauen jeden Alters, Kinder, es gab kaum geborene Babys, und es war so eng, dass wir uns nicht einmal hinsetzen konnten. Und uns fehlte die Luft, die Fenster waren mit Brettern vernagelt. An einem Ende des Wagens befanden sich ein einzelner Eimer Wasser zum Trinken und ein leerer Eimer, der für unsere Bedürfnisse bestimmt war; offensichtlich musste es in der Öffentlichkeit geschehen. Diese Reise dauerte fünf Tage. Es war mitten im Sommer. Die Hitze war unerträglich. Am Ende der Fahrt öffnete die SS die Waggontüren und rief natürlich auf Deutsch: „Steigen Sie aus und lassen Sie das Gepäck und die Toten zurück.“ Und dann stellten sie uns in einen Kreis, die Frauen und Kinder auf der einen Seite und die Männer auf der anderen. Also wurden mein Vater, Claude und ich von Mama getrennt. Und tatsächlich haben wir sie nie wieder gesehen.“ Der Physiologe Georges Wellers, der in Compiégne dem Convoi 1 nach Auschwitz-Birkenau entgangen war und seit Juni 1942 im Sammellager Drancy gefangen war, befand sich in diesem Convoi, der nach 5 Tagen Fahrt am 4. Juli in Auschwitz-Birkenau ankam. Er überlebte den Räumungsmarsch vom 18. Januar 1945 und wurde am 11. April 1945 im KZ Buchenwald befreit. 89 Kinder 0–12 Jahre, 91 Kinder 13–18 Jahre.[135]
- 31. Juli 1944: Abfahrt des Convois 77, des letzten Convois aus dem Sammellager Drancy nach Auschwitz-Birkenau. Nach dem 31. Juli 1944 war die Eisenbahnverbindung von Paris nach Osten durch Résistance-Akte und streikende Eisenbahner nicht mehr befahrbar. Am 18. August brach die deutsche Front in der Normandie zusammen, am 26. August wurde Paris befreit. Unter den 1300 Deportierten sind 79 Schüler und 12 Lehrer der Schule Lucien de Hirsch im Norden von Paris. Sie waren am 24. Juli 1944 verhaftet worden. Die 18-Jährige Yvette Lévy war mit 30 jungen Mädchen am 21. Juli 1944 mitten in der Nacht in der Rabbinerschule in der Pariser Rue Vauquelin verhaftet worden. Sie erinnert sich, dass uniformierte Polizisten Mädchen im Pyjama zwangen, in einen Lastwagen zu steigen, der sie nach Drancy brachte. Dem Chirurgen und leitendem Widerständler Raymond Leibovici[136] gelingt es, seiner Frau, Sohn Jacques und Tochter Janine einen privaten Raum zu schaffen, indem sie ein Bettlaken über eine Ecke spannen. Denise Holstein aus dem Waisenhaus Louveciennes, eine 17-jährige Erzieherin, teilt ihren Wagen mit 48 Kindern und 12 Erwachsenen. Sie erinnert sich, dass die Fahrt noch erträglich war, solange das Licht in den Wagen drang, „aber am Abend, als wir alle Kinder im Dunkeln zu Bett bringen mussten, begann das Geschrei, wir konnten keine Minute schlafen. Den Kindern war heiß, sie hatten Durst und die Luft ging aus, die Öffnungen waren sehr klein … Trotz allem war die Moral gut, das musste sein, wir hatten die Kinder und wir hatten nichts zu beklagen.“ Alex Mayer[137] aus Lunéville wird aufgrund seiner jüdischen Herkunft aus dem französischen Kriegsministerium entlassen. Es gelingt ihm jedoch, ohne Kenntlichmachung als Jude in der Stadt Vichy zu leben und zu arbeiten, bis er am 17. Juni 1944 denunziert und verhaftet wurde. Die Strapazen seiner Inhaftierung und Deportation beschrieb er in einem Tagebuch, das er nach der Befreiung des Lagers Auschwitz auf Formularen aus dem Vernichtungslager verfasste und 2004 unter dem Titel „Auschwitz, 16. März 1945“ veröffentlichte. Am 1. Juli 1944 war er nach Moulins verlegt und im deutschen Militärgefängnis „La Mal – Coiffée“, einem berüchtigten Folterort, festgehalten worden. Am 14. Juli wurden Mayer und andere Juden zum Bahnhof Moulins gebracht und in einem reservierten und streng bewachten Waggon in einen Personenzug nach Paris, Gare d’Orsay, verladen. Von dort hatte man sie mit Linienbussen nach Drancy transportiert. In der ersten Nacht im Lager bewohnen sie einen Schlafsaal mit von Insekten befallenen Holzkojen, wo sie ohne Decken auf dem nackten Holz schlafen. Am nächsten Tag wird ihr Gepäck durchsucht, um Wertgegenstände wie Schmuck und Bargeld zu beschlagnahmen; dann werden sie zur Befragung in die „abscheuliche Kanzlei“ gebracht. Nach der Desinfektion erhalten sie neue, sauberere Räumlichkeiten, auch wenn diese noch unvollendet sind. Jeder von ihnen erhält den gelben Stern und eine farbige Nummer, die auf eine bestimmte Häftlingskategorie hinweist, der er zugeordnet wurde: rot für Menschen, die in Kürze abgeschoben werden sollen, lila für Menschen, deren Status noch geklärt werden muss, und grün für Menschen, die in der Region leben und arbeiten. „Was können wir über Drancy sagen? Im Vergleich zu Auschwitz ist es ein Paradies. Aber es hat mir dort nicht wirklich gefallen. Vielleicht weil sie wussten, dass sie verurteilt waren, lebten neun Zehntel der Internierten wie die Bewohner der Conciergerie während des Terrors: Durst nach Luxus, Appetit auf Vergnügen. Leben und gut leben, das schien ihr Motto zu sein. Bälle wurden in kleinen Gruppen organisiert, improvisierte Konzerte lockten fast jeden Abend und jedes Mal in einem anderen Raum ein regelrechtes Publikum an.“ 202 Kinder 0–12 Jahre, 154 Kinder 13–18 Jahre.[138]

## Nebenlager in Paris
Zum Sammellager Drancy gehörten drei Nebenlager in Paris: Austerlitz, Lévitan und Bassano. Das Lager Austerlitz, 43 Quai Panhard-et-Levassor, auch Magasin central d'Austerlitz genannt, bestand vom 1. November 1943 bis zum 12. August 1944. Hier arbeiteten 400 sogenannte Halbjuden oder Juden, die nichtjüdische Ehepartner hatten, an der Aufbereitung aus jüdischem Besitz stammender Möbel, die von der Dienststelle „Westen“ des Einsatzstabes Reichsleiter Rosenberg (Hauptquartier in 54 Avenue d’Iéna) beschlagnahmt worden waren. Die französische Regierung hatte am 25. Juli 1941 und mehrfach danach gegen die Beschlagnahme von Kunstschätzen aus jüdischem Besitz protestiert, konnte sich aber gegen die Vollmachten des Einsatzstabes Rosenberg auch gegenüber der deutschen Militärverwaltung nicht durchsetzen. Die Dienststelle „Westen“ hat aus Frankreich „52 D-Zugwagen mit Gegenständen mit einem angeblichen Wert von ca. 1 Milliarde RM nach Deutschland abtransportiert“. Mit den Möbeln war der Leiter der Dienststelle, Kurt von Behr, persönlich befasst. Hierzu gehörte auch die sogenannte M-Aktion, bei der fast 70.000 jüdische Wohnungen erfasst und deren Inhalt komplett nach Deutschland verbracht worden waren. Der Berliner Max Kallmann (1899–1944) war einer der Inhaftierten im Camp d´Austerlitz. Er wurde am 30. Juni 1944 mit Convoi 76, dem vorletzten, nach Auschwitz-Birkenau deportiert. Seine Mutter Martha Kallmann, geb. Loewenstein (1874–1942), war am 24. Oktober 1941 aus Berlin deportiert und im Vernichtungslager Kulmhof getötet worden. Das Lager Bassano, 2 Rue de Bassano, lag in Nachbarschaft der Champs-Élysées. Hier wurde hochwertige Uniformkleidung für die SS hergestellt.

## Befreiung des Lagers
Am 17. August 1944 erreichte der schwedische Generalkonsul Raoul Nordling mit dem Stab des Militärbefehlshabers eine Vereinbarung, nach der das Französische Rote Kreuz für „die Führung, Aufsicht und Verantwortung aller politischen Gefangenen“ verantwortlich sei. Die Vereinbarung betraf auch das Lager Drancy. Am 19. August 1944 fuhren die jüdischen Widerständler Lucien Rubel, Tony Gryn, Albert Akerberg, Marc Levy und Isidore Pohorylès mit dem Niederländer Joseph Linnewiel von Paris nach Drancy, wo sich noch 1.532 Internierte befanden, darunter Patricia Graff, die Verlobte von Lucien Rubel. Sie handelten dabei im Auftrag von Oberst Henri Rol-Tanguy, seit Juni 1944 regionaler Leiter der Forces françaises de l’intérieur (FFI) für die Region Paris – Île-de-France. Rol-Tanguy besetzte am selben Tag die Pariser Polizeipräfektur. Die bewaffneten jungen Männer fanden das Lager nur noch von französischer Polizei bewacht vor.

## Bekannte Persönlichkeiten im Lager Drancy

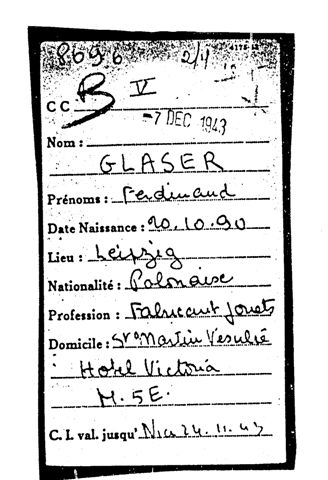
Registrierungsbogen im Durchgangslager Drancy. Der Gefangene Ferdinand Glaser traf am 24. November 1943 ein und wurde am 7. Dezember 1943 nach Auschwitz deportiert.

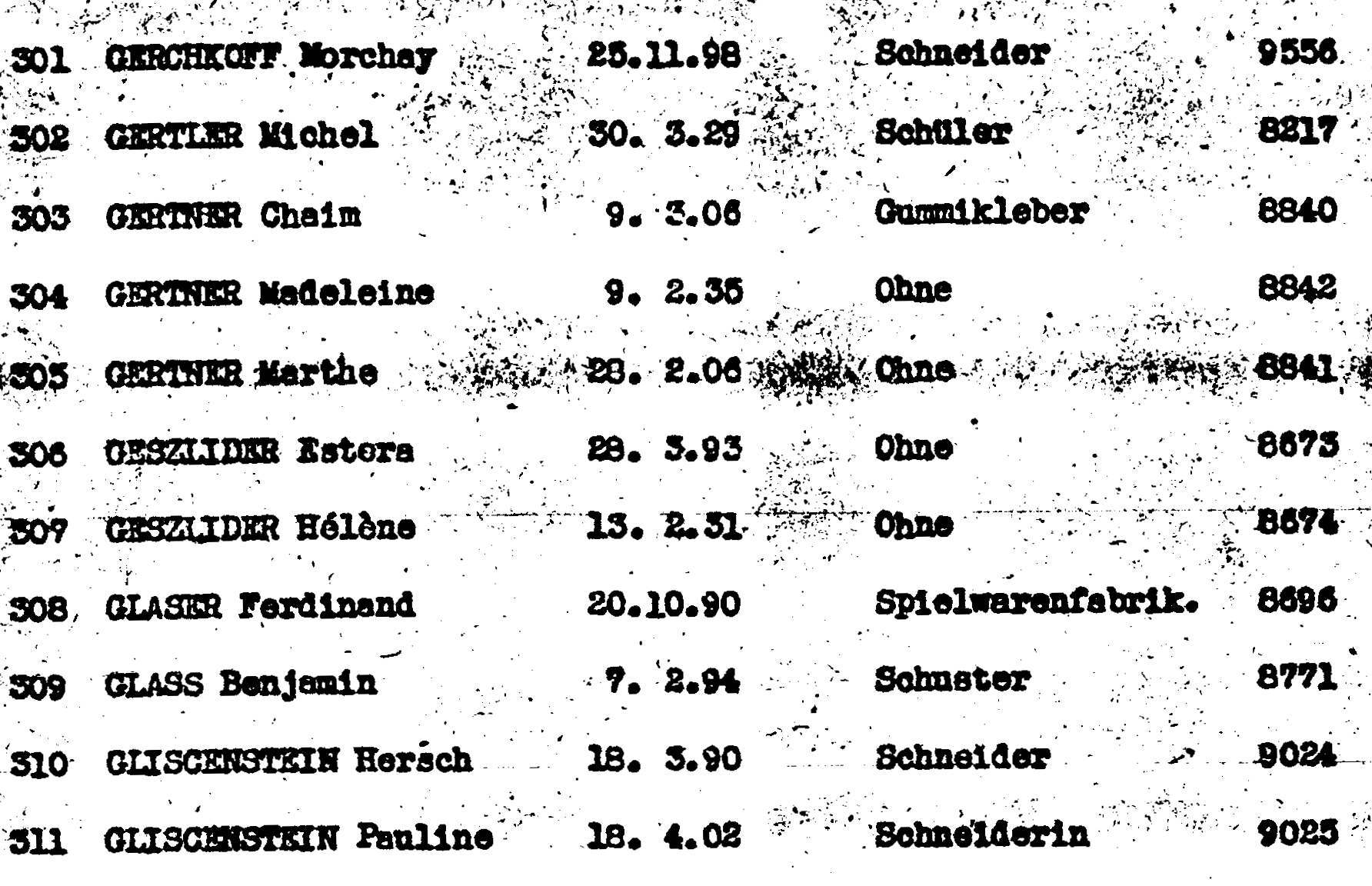
Deportationsliste Drancy-Auschwitz vom 7. Dezember 1943 (Auszug)

- Uri Ernst Appenzeller (1926–1974), Stellvertreter von Henry Pohorylès in der Résistancegruppe der Armée Juive von Nizza, geflüchtet aus Convoi 79.
- Tatjana Barbakoff (1899–1944), Tänzerin, Convoi 67.
- André Baur (1904–1943), Vorsitzender der Union générale des israélites de France (UGIF), mit Ehefrau Odette und 4 Kindern, Convoi 63.
- Albert Bendrihen (1906–1945), Arzt der Kinder von Izieu, Convoi 67.
- Tristan Bernard, Schriftsteller, Drancy August–September 1943.
- Hélène Berr (1921–1945), Autorin von Journal 1942–1944: Suivi de Hélène Berr, une vie confisquée-Couverture souple. 2008, ISBN 2-84734-500-0. Auszug:[143] Convoi 70.
- Suzanne Birnbaum (1903–1975), Autorin von Une française juive est revenue: Auschwitz, Belsen, Raguhn. Herault éditions, ISBN 2-7407-0022-9. Convoi 66.
- Élie Bloch (1909–1943), Rabbiner, deportiert mit Frau Georgette und Tochter Myriam (5), Convoi 63.
- Claude Bloch (1929–2024)[144], Convoi 77.
- Claudette Bloch-Kennedy (1910–1999?), Biologin[145], Professorin an der Sorbonne, Convoi von 1942.
- René Blum (1878–1942), Choreograph und Bruder von Leon Blum, Convoi 36
- Henri Borlant (1927–?), Autor von Merci d’avoir survécu. Seuil, Paris 2011, ISBN 2-02-104471-8. Zeugenschaft[146], Convoi 8.
- Sam Braun (1927–?), Autor von Personne ne m’aurait cru, alors je me suis tu – Classiques et Contemporains, Magnard (Hrsg.), 2010, ISBN 978-2-210-75545-1. Convoi 64.
- Héléne Broda, geb. Lewkowitz (1921–2013), Zeugenschaft auf YouTube[147], Convoi „Debut 1944“
- Robert Emmanuel Brunschwig (1888–1944), Rabbiner, Convoi 74.
- Julie Crémieux-Dunand (1887–1964), Autorin von La vie à Drancy, 1941–1944. Librairie Gedalge, 1945, ISBN 2-402-32592-5. 51 Tage im Lager Drancy.
- Odette Daltroff-Baticle (1920–2019), August 1942 bis Mai 1943 im Lager Drancy.
- Edith Davidovici (1924–?)[148], Chévalier de la Légion d’Honneur, Autorin von Leven na de Shoah. De Vries-Brouwers, Antwerpen 2002, ISBN 978-90-5927-005-3; I shall Live. An inspiring Story of Survival and Triumph[149]. Convoi 72.
- Jules Fainzang (1922–2015), Autor von Mémoires de Déportation. L’Harmattan, Paris 2002, ISBN 2-7475-3393-X. Convoi 25.
- Fritz Flandrak (1893–1945), Rechtsanwalt und Schriftsteller, Convoi 67.
- Eugenie Fuchs (1873–1943), Malerin, Convoi 49.
- Ida Grinspan, geb. Fensterszab (1929–2018), Officier de la Légion d’Honneur, mit Bertrand Poirot-Delpech Autorin von J’ai pas pleuré. Robert Laffont, Paris 2012, ISBN 978-2-266-22286-0. Convoi 68.
- Denise Holstein (1927–?), Autorin von Je ne vous oublierai jamais, mes enfants d’Auschwitz. Éditions 1, Paris 1995, ISBN 2-86391-672-6; Le Manuscrit de Cayeux-sur-Mer, juillet août 1945, Rouen-Drancy-Louveciennes-Birkenau-Bergen-Belsen. Éditions Le Manuscrit, Paris 2008, ISBN 2-304-01968-4. Convoi 77.
- Claude Gutmann (1914–1945), Mitbegründer der Jeunesse Libérale Israëlite (angegliedert an die Union libérale israélite de France), ab April 1940 Regionalleiter der Éclaireurs israélites de France (E.I.F.) in der unbesetzten Zone, Mitglied des Mouvement des Jeunesses sionistes, MJS. Convoi 62.
- Max Jacob (1876–1944), Maler und Dichter, im Lager Drancy verstorben.
- Nadine Heftler (1928–2016), Autorin von Si tu t’en sors...: Auschwitz, 1944–1945, La Découverte, 1992, ISBN 978-2-7071-2163-9. Convoi 75.
- Jacques Helbronner (1873–1943), Jurist, Kommandeur der Ehrenlegion, Mitglied des Conseil d’État 1898–1940, Vorsitzender des Consistoire central israélite, mit Ehefrau Jeanne, Convoi 62.
- Jizchak Katzenelson (1886–1944), Lyriker, mit Sohn Zwi in Convoi 72.
- Marc Klein (1905–1975), Arzt, Professeur à la Faculté de Médecine de Strasbourg, Autor von Observations et Réflexions sur les Camps de Concentration Nazis. In: Revue d’études germaniques, 3, juillet-septembre 1946, 245-275[150]. Convoi 75.
- Raymond-Raoul Lambert (1894–1943), Vorsitzender der Union générale des israélites de France (UGIF), mit Richard Cohen (coll.) Autor von Diary of a Witness: 1940–1943, Ivan R. Dee, 2007, ISBN 1-4617-3950-0. Mit Ehefrau und 4 Kindern. Convoi 64.
- Sarah Lichtsztejn-Montard / Sarah Montard (1928–2022), Autorin von Chassez les papillons noirs: récit d'une survivante des camps de la mort nazis. 2011, ISBN 2-304-03748-8. Convoi 75.
- Alex Mayer (1910–1980), Autor von Auschwitz, Le 16 Mars 1945. 2004, ISBN 2-7481-3948-8. Convoi 77.
- Gilbert Michlin (1926–?), Autor von Aucun intérêt au point de vue national. La grande illusion d’une famille juive en France. 2001, ISBN 978-2-226-12140-0; Of No Interest to the Nation A Jewish Family in France, 1925–1945: A Mémoir, ISBN 0-8143-3227-7. Convoi 73.
- Fernand Musnik (1915–1945), Stellvertretender Vorsitzender der Éclaireurs israélites de France (EIF, Pfadfinder), die sich dem bewaffneten Kampf der Armée Juive angeschlossen hatten Convoi 63.
- Yvonne Netter (1889–1985), Juristin, Angehörige der Résistance, Journalistin, Frauenrechtlerin. Drancy August 1942.
- Charles Palant (1922–2016), Commandeur de la Légion d’Honneur (14. April 2005), Generalsekretär des Mouvement contre le racisme et pour l'amitié entre les peuples (MRAP), Zeugenschaft auf YouTube[151], Convoi 60.
- Roger Perelman (1922–2008), Kinderarzt, Autor von Une vie de juif sans importance, 2008, ISBN 978-2-221-10979-3. Convoi 61.
- Odette Rosenstock-Abadi (1914–1999), Ärztin, Ritterin der Ehrenlegion, Autorin von Terre de détresse: Birkenau, Bergen-Belsen. Paris, L'Harmattan, coll. «Mémoires du xxe siècle», 1995, ISBN 978-2-296-99443-0. Convoi 74.
- Fred Sedel (1909–1991), Arzt, Autor von Habiter les ténèbres. Auschwitz / Jawozno / Orianenburg / Sachsenhausen / Landsberg. La Palatine, Genève 1963, ISBN 978-2-86424-085-3. Convoi 58.
- Roger Schandalow (1915–2002), Namensgeber des „Prix Roger Schandalow“, geflüchtet aus Convoi 62[152].
- Jean-Louis Steinberg (1922–2016), Radiophysiker, Autor (mit Daniel Périer) von Des quatre, un seul est rentré: la destruction d’une famille en 1940–1945. Association des anciens élèves de l’École alsacienne (Hrsg.), Paris 2004, ISBN 978-2-9509866-3-4. Convoi 76.
- Luise Straus-Ernst (1893–1944), Convoi 76.
- Albert Tadlewski (Pianist) (1893–1945), Convoi 60.
- Eva Tichauer (1918–2018), Botanikerin[153], Interview 1993[154]. Convoi 1942
- Alma Rosé (1906–1944), Musikerin, Convoi 57.
- Simone Veil (1927–2017), Juristin, Politikerin, Convoi 71.
- Jankiel Wajntraub (1920–1943), Gründer der Nizza-Sektion der Organisation juive de Combat (OJC), begabter Fälscher von Ausweispapieren, Convoi 61[155].
- Georges Wellers (1905–1991), Physiologe und Biochemiker, Zeuge im Eichmann-Prozess[156] Convoi 76.
- Léon Zadoc-Kahn (1870–1943), Chefarzt des Rothschild-Krankenhauses, mit Ehefrau Suzanne, Convoi 62.
- Henri Zajdenwergier (1927–?), Chevalier de la Légion d’Honneur, Zeugenschaft in: Gérard Benguigui, Frank Svensen: La Rafle d'Angoulême, 8 octobre 1942, racontée par des survivants. Les Indes Savantes (Hrsg.), Paris 2021, ISBN 978-2-84654-567-9. Convoi 73.
- Miron Zlatin (1904–1944), Direktor der Maison d’Isieu, zusammen mit den Erziehern Théo Reiss, Arnold Hirsch und Jean Lang, Convoi 73.

## Deutsche Jüdinnen und Juden im Lager Drancy
- Max Kallmann (1899–1944), Berlin, Convoi 76.
- Max Apfelbaum (1889–1942), Kassel, Convoi 27; Erich Bachrach (1906–1942), Kassel, Convoi 37; Bernhard Ehrlich (1923–1942), Kassel, Convoi 37; Sally Goldwein (1895–1942), Kassel, Convoi 19; Max Ikenberg (1887–1943), Kassel, Convoi 40; Alfred Kann (1924–1943) Convoi 50[157]
- Bertha Bettelheim, geb. Falk (1895–1943), Hamburg,[158] Convoi 61.
- 30 jüdische Bewohner von Eichstetten am Kaiserstuhl: → Hauptartikel: Liste der Stolpersteine in Eichstetten
- → Hauptartikel: Stolpersteine in Baden-Württemberg
- → Hauptartikel: Stolpersteine in Rheinland-Pfalz
- → Hauptartikel: Stolpersteine im Saarland

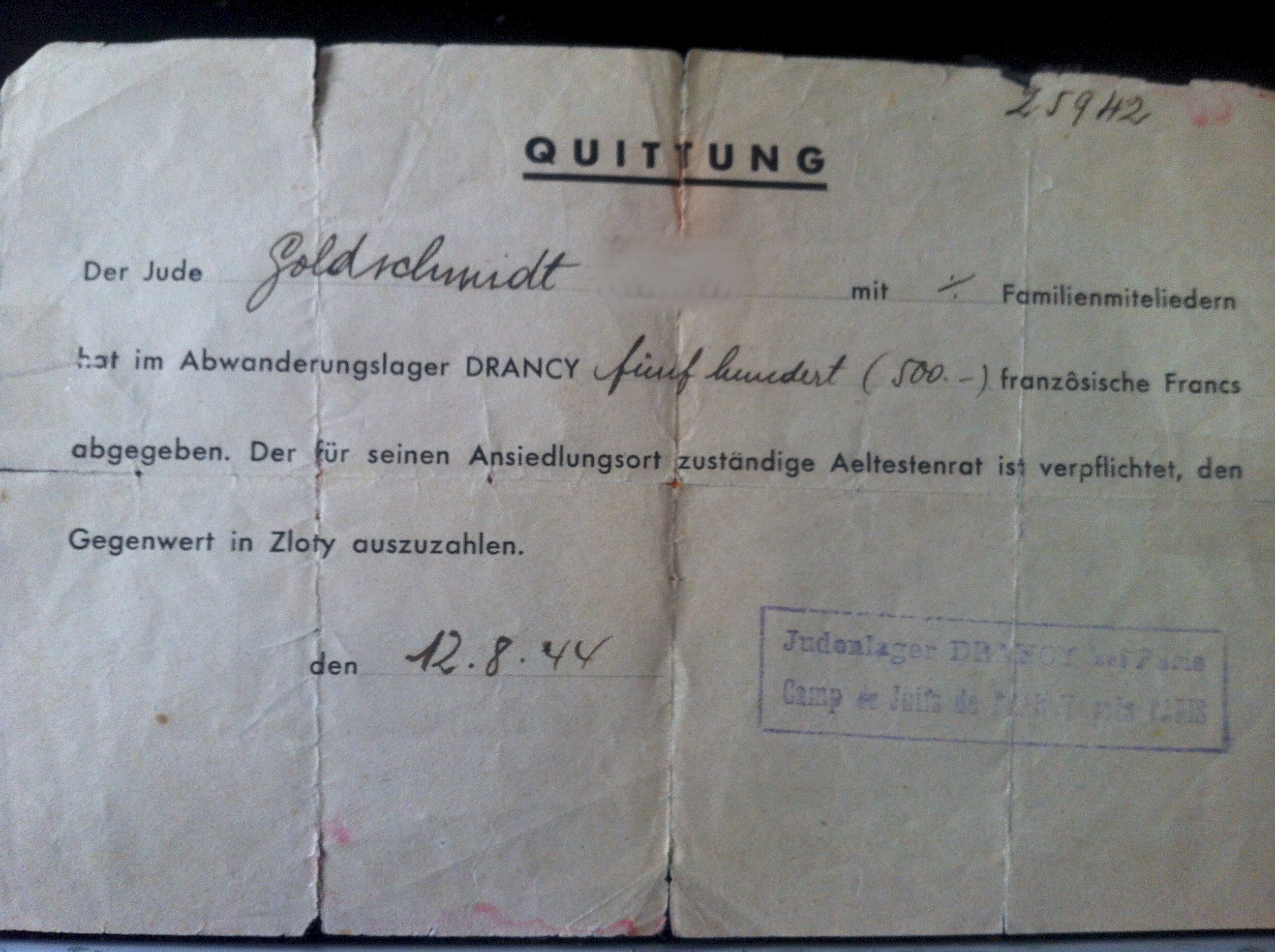
Quittung für abgenommenes Bargeld

## Das Lager heute

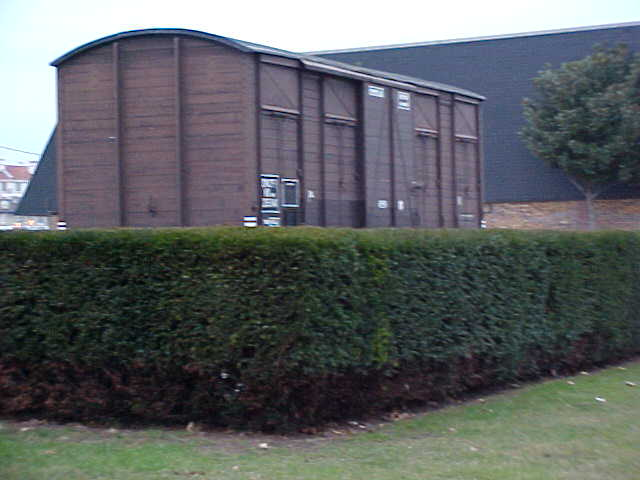
Der Zeugen-Waggon in La Muette als Zeugnis der Deportation

1976 schuf der Bildhauer Shlomo Selinger in Erinnerung an die hier eingesperrten französischen Juden das Mahnmal der Deportation, das sich im Viertel La Muette befindet. Teil des Denkmals ist der 1988 eröffnete Zeugen-Waggon (Wagon-Témoin). In den Gebäuden des Lagers befinden sich, wie ursprünglich vorgesehen, Sozialwohnungen.
Offiziell wurde in Frankreich bis vor kurzem das Vichy-Regime als „illegale Regierungsstelle der französischen Republik“ bezeichnet. Obwohl das kriminelle Verhalten des Vichy-Regimes und die Kollaboration von zehn französischen Gendarmen angeklagt wurde, sogar einige Vertreter des Vichy-Regimes verurteilt wurden (z. B. Pétain, Pierre Laval, Paul Touvier, Maurice Papon) wurde die Mitverantwortung der französischen Republik lange geleugnet. Am 16. Juli 1995 erkannte jedoch Präsident Jacques Chirac in einer Rede die Mitverantwortung des französischen Staates an. « Il est difficile de les [des moments qui blessent la mémoire, et l’idée que l’on se fait de son pays] évoquer, aussi, parce que ces heures noires souillent à jamais notre histoire, et sont une injure à notre passé et à nos traditions. Oui, la folie criminelle de l’occupant a été secondée par des Français, par l’Etat français. » (deutsch: „Ja, es ist schwer, sich diese [Momente, die unsere Erinnerung und die Idee, die man von seinem Land hat] in Erinnerung zu rufen, auch weil diese dunklen Stunden für immer unsere Geschichte beflecken, und eine Beleidigung für unsere Vergangenheit und Geschichte darstellen. Ja, der kriminelle Wahnsinn der Besatzer wurde sekundiert durch Franzosen, durch den französischen Staat“)
Am 20. Januar 2005 legten Brandstifter Feuer an einige Viehwaggons im früheren Sammellager. Es wurde ein mit „Bin Laden“ unterzeichnetes Flugblatt mit einem umgedrehten Hakenkreuz vor Ort gefunden. Die Erinnerungskultur vor Ort hat es schwer: „Die jüngeren Schülergruppen, zu einem erheblichen Teil Kinder von Einwanderern aus Nord- und Zentralafrika, seien, so der Leiter des Conservatoires, immer weniger empfänglich für die schwierige Geschichte von Vichy. Aufgrund ihrer Erziehung, ihrer Emigrationserfahrung in anderen Cités der Pariser Banlieue und aufgrund eines immer unglaubwürdiger werdenden Integrations- und Aufstiegsversprechens entsteht eine kaum zu überbrückende Distanz zur lokalen Geschichte. Die Schülerbesuche münden oft in vehemente Auseinandersetzungen über die Tagespolitik und vor allem über Israels Haltung im Nahostkonflikt.“

## Lyrik
- Nicolas Grenier: Cité de la Muette. Gedicht zu Ehren von Max Jacob, der im Lager Drancy starb, 2011.[161]